# Константин XI Палеолог Драгаш
Константин XI Палеолог (понекад погрешно означен и као Константин XII, грч. Κωνσταντίνος ΙΑ΄ Δραγάσης Παλαιολόγος; Константинопољ, 8. фебруар 1405 — Константинопољ, 29. мај 1453), познат као Константин Драгаш, био је морејски деспот (савладар 1428—1437, 1443—1449), царски регент у Цариграду (1423—1424. и 1437—1440) и последњи византијски цар од 6. јануара 1449. године до своје смрти 29. маја 1453. године, када је погинуо бранећи Константинопољ од Турака. Припадао је династији Палеолога, а био је син цара Манојла II (1391—1425) и српске принцезе и византијске царице Јелене Драгаш, чије је презиме Драгаш усвојио. Константинова смрт означила је престанак постојања Источног римског царства, које је основано када је свети цар Константин I Велики основао Константинопољ као нову престоницу Римског царства 330. године.
Константин је био четврти син цара Манојла II Палеолога и српске племкиње Јелене Драгаш. Мало се зна о његовом раном животу, али од 1420-их па надаље, он је више пута показивао велику вештину као војни генерал. На основу његове каријере и преживелих савремених извора, чини се да је Константин био првенствено војник. То не значи да Константин није био и вешт администратор: његов старији брат, цар Јован VIII Палеолог, у толикој мери је имао поверења и наклоност према њему да је два пута одређен за намесника током путовања цара Јована VIII из Цариграда 1423–1424 и 1437–1440. Године 1427–1428, Константин и цар Јован VIII су одбранили напад на Мореју (Пелопонез) деспота Карла I Тока, владара Епира, а 1428. године Константин је проглашен за деспота Мореје и владао је покрајином заједно са својим старијим братом деспотом Теодором II и млађим братом Томом. Заједно су проширили римску власт на скоро цео Пелопонез по први пут од Четвртог крсташког рата пре више од две стотине година и обновили древни Хексамилионски зид, који је бранио полуострво од спољних напада. Иако на крају неуспешан, деспот Константин је лично водио поход на Централну Грчку и Тесалију 1444–1446. године, покушавајући да још једном прошири власт Византије на Грчку.
Као морејски деспот је заузео Атинско војводство, помогао брату Томи да сломи Ахајску кнежевину и подигао велики бедем на Коринтској превлаци Хексамилеон, али је пред налетом Османског царства морао да се повуче са поседа ван Пелопонеза.
У октобру 1448. године, цар Јован VIII је умро без деце, а као његов омиљени наследник, деспот Константин је проглашен за цара 6. јануара 1449. године. Током своје кратке владавине, цар Константин XI ће морати да се позабави са три главна питања. Прво, било је питање наследника, пошто је Константин XI такође био без деце. Упркос покушајима Константиновог пријатеља и повереника Георгија Сфранцеса да му пронађе жену, цар Константин XI је на крају умро неожењен. Друга брига је био верски сукоб унутар онога мало што је остало од његовог царства. И цар Константин XI и његов претходник цар Јован VIII веровали су у поновно уједињење Грчке православне и католичке цркве проглашено на сабору у Фиренци. Сходно томе, настојали су да обезбеде војну помоћ од католичке Европе, али велики део византијског становништва, на челу са епископом Марком Ефеским, противио се трансформацији Грчке православне цркве у Грчковизантијску католичку цркву; једна од источних католичких цркава. Коначно, најважнија брига је било растуће Османско царство, које је до 1449. године потпуно опколило Цариград. У априлу 1453. године, султан Мехмед II члан Османснке династије је опсео Цариград са војском која је можда бројала чак 80.000 људи. Иако су браниоци града можда чинили мање од једне десетине султанове војске, цар Константин XI је идеју о напуштању Цариграда сматрао незамисливом. Цар Константин XI Палеолог је остао да брани град, који је пао 29. маја 1453. године. У ноћи пре пада Константинопоља, цар Констанин XI Палеолог Драгаш је примио причест од византијског католичког кардинала Исидора Кијевског. Цар Константин XI је погинуо у борби следећег дана. Иако нису сачувани поуздани извештаји очевидаца о његовој смрти, већина историјских извештаја се слаже да је цар скинуо своје царске ознаке, предводио последњу јуриш против Османлија и погинуо у борби.
Као последњи византијски цар покушао је да добије помоћ западне Европе за одбрану Цариграда, али му то није пошло за руком, тако да се са нешто мало добровољаца са Запада и својим људима супротставио Мехмеду II (1451—1481). Током скоро два месеца опсаде, успевао је да спречи Османлије да продру у Цариград, али је у рано јутро 29. маја одбрана пробијена, а он сам је погинуо у покушају да заустави продор Османлија у Цариград. Не зна се тачно где је и како погинуо, нити где је сахрањен, због чега је за њега везан већи број легенди и предсказања. Током свог живота и владавине уско је сарађивао са својим пријатељем и сарадником Георгијем Сфранцесом, коме је био кум на венчању.
Цар Константин XI Палеолог Драгаш је био последњи хришћански владар Константинопоља, што га је, поред његове храбрости приликом пада града, учврстило као скоро легендарну личност у каснијим историјама и грчком фолклору. Неки виде оснивање Константинопоља (Новог Рима) од стране светог цара Константина I Великог и његов губитак под царем Константином XI Паелологом као испуњење судбине града, као што је Стари Рим основао краљ Ромул и изгубио, цар Ромул Августул. У каснијем грчком фолклору постао је познат као Мраморни цар (грчки: Μαρμαρωμενος Βασιλιας, Marmaroménos Vasiliás лит. 'Цар претворен у мермер'), преносећи популарну легенду да цар Константин XI заправо није умро, већ да га је спасао анђео и претворио у мермер, сакривен испод Златне капије Константинопоља, чекајући Божји позив да се врати у живот и поново обнови и град и старо царство.

## Порекло и породица
Рођен је у Цариграду8. фебруара 1404. године, као четврти син од осморице синова (од десеторо деце), цара Манојла II (1391 - 1425) осмог цара из династије Палеолога и царице Јелене Драгаш (ћерке Константина Драгаша (Дејановића) по коме је узо друго презиме), обласног господара који је владао источном Македонијом. По мајчиној линији цар Константин XI је, као и његов брат цар Јован VIII (1425—1448), био чукунунук краља Србије Стефана Дечанског (1322—1331) чија се ћерка принцеза Теодора удала за севастократора Дејана (родоначелника Дејановића и оца Константина Дејановића Драгаша) и по тој основи потомак Немањића. Цар Константин XI је одрастао у Цариграду и по свему је био прави Византинац, али је свом имену додао и мајчино презиме Драгаш. Преко своје баке по оцу, царице Јелене Кантакузин (1333–1396), цар Константин XI је био у сродству са истакнутом породицом Кантакузин. Константин се често описује као Porphyrogénnētos („рођен у пурпуру“), назив који се додељује синовима рођеним од владајућег цара у царској палати. Поред цар Константина XI, цар Манојло II и царица Јелена имали су још шесторо деце.
| Име          | Живео                   | Титула          | Владао                                                   |
| ------------ | ----------------------- | --------------- | -------------------------------------------------------- |
| Јован (VIII) | 1392—1448               | византијски цар | Византијом (од 1421. као савладар, самостално 1425—1448) |
| Теодор (II)  | (1396—1448)             | морејски деспот | Морејом (1407—1443)                                      |
| Андроник     | (1403—1429)             | деспот          | Солуном (1408—1423)                                      |
| Димитрије    | (1406—1470)             | морејски деспот | Морејом (1449—1460)                                      |
| Тома         | (1409—1465)             | морејски деспот | Морејом (1428—1460)                                      |
| Константин   | (1393/1397 — 1400/1405) |                 |                                                          |
| Михајло      | (1406/1407 — 1409/1410) |                 |                                                          |

Константин се женио два пута:
- Први пут 1. јула, 1428. године, Мадленом Токо[9], нећаком италијанског владара Епира, која је умрла новембра наредне године.
- Други пут у августу 1441. године Катарином Гатилузио[10], ћерком ђеновљанског господара Лезбоса која је умрла 1442. године.

Када је 1449. године постао цар, било је покушаја да се ожени и по трећи пут принцезама из Грузије, Трапезунта и Србије (султанија Мара Бранковић), али су сви ти покушаји пали у воду. Он највероватније није имао деце јер, иако неки извори наводе да је имао сина или ћерку, већина историчара се слаже да није оставио потомство.
Цар Манојло II је владао Византијским царством које се распадало и опадало. Узрок пада Византије био је долазак Турака Селџука у Анадолију у XI веку. Иако су неки цареви, као што су цар Алексије I и цар Манојло I, успешно повратили делове Анадолије уз помоћ западних крсташа, њихови добици су били само привремени. Анадолија је била најплоднији, најнасељенији и најбогатији регион царства, а након њеног губитка, Византија је мање-више доживљавала стални пад. Иако је већи део на крају поново освојен, Византијско царство је осакаћено Четвртим крсташким ратом 1204. године и губитком Константинопоља од стране Латинског царства, које су формирали крсташи. Византијско царство, под оснивачем династије Палеолога, царем Михаилом VIII, ослобођен је Константинопољ 1261. године. Током XIV века, Турци Османлије су освојили огромне делове територија и до 1405. године, владали су великим делом Анадолије, Бугарске, централне Грчке, Македоније. Византијско царство, које се некада простирало по целом источном Медитерану, сведено је на царску престоницу Цариград, Пелопонез и неколико острва у Егејском мору, а такође је било принуђено да плаћа данак Османлијама.
Како се царство смањивало, цареви су закључили да је једини начин да осигурају да њихова преостала територија остане нетакнута био да доделе неке од својих поседа својим синовима, који су добили титулу деспота, као апанаже за одбрану и управљање. Манојлов најстарији син, Јован, проглашен је за цара - савладара и одређен да наследи свог оца. Други син, деспот Теодор II, је одређен за деспота Мореје (просперитетне провинције која је сачињавала Пелопонез), а трећи син, деспот Андроник, проглашен је за деспота Солуна 1408. године. Млађи синови; деспот Константин, деспот Димитрије и деспот Тома су задржани у Цариграду јер није било довољно земље да им се додели.
Мало се зна о Константиновом раном животу. Од раног детињства дивио му се Георгије Сфранцес (касније чувени византијски историчар), који ће касније ступити у његову службу, а каснији енкомијасти су често писали да је цар Константин XI Палеолог Драгаш увек био храбар, авантуристички расположен и вешт у борилачким вештинама, јахању и лову. Многи извештаји о Константиновом животу, и пре и након што је постао цар, су у великој мери искривљени и хвале његову владавину, јер већина њих нема савремених извора и састављена су после његове смрти. На основу његових поступака и сачуваних коментара неких од његових саветника и савременика, чинило се да је Константин био успешнији у војним стварима него у државним или дипломатским питањима, иако је био и компетентан администратор — што илуструје његов мандат намесника — и имао је тенденцију да слуша савете својих саветника о важним државним питањима. Осим стилизованих и замрљаних приказа на печатима и новчићима, није сачуван ниједан савремени приказ цара Константина XI Палеолога. Значајне слике цара Константина XI укључују печат који се тренутно налази у Бечу (непознате провенијенције, вероватно са царске хрисовуље), неколико новчића и његов портрет међу осталим византијским царевима у Библиотека Естенсе копије историје Зонаре. У потоњем је приказан са заобљеном брадом, у значајној супротности са његовим рођацима са рачвасто брадом, али је нејасно да ли то одражава његов стварни изглед.

## Константинов живот

### Ране године, прво регенство и поседи (1405—1437)
Константин је рођен 8. фебруара 1405. године у пурпурној (порфирној) дворани царског дворца у Цариграду због чега је уз своје име носио и придев Порфирогенит. Један од његових сарадника је забележио да је био спретан у лову, јахању и борби, али и да је имао пустоловни дух, велику животну снагу и храброст. Као седамнаестогодишњак се 1422. године нашао у Цариграду који су опселе Османлије под султаном Муратом II (1421—1451) и чијом је одбраном руководио његов старији брат цар - савладар Јован VIII у име остарелог цара Манојла II. У новембру наредне године Константин са титулом деспота преузима, као царски регент, власт у Цариграду, за време путовања његовог старијег брата цара Јована VIII до Венеције и краљевине Угарске.
После неуспешне османске опсаде Константинопоља 1422. године, цар Манојло II је доживео мождани удар и једна страна тела му је остала парализована. Живео је још три године, али је царством заправо владао Константинов брат цар- савладар Јован VIII. Солун је такође био под опсадом Османлија; да не би пао у њихове руке цар - савладар Јован VIII је дао град Венецијанској Републици. Као што се цар Манојло II некада надао пре много година и цар - савладар Јован VIII се надао да ће прикупити подршку Западне Европе, и напустио је Константинопољ у новембру 1423. године, да би отпутовао у Венецију и Угарску. У то време, цар Манојло II је већ престао да се нада у помоћ Запада и чак је покушао да одврати сина цара - савладара Јована VIII од ње. Цар Манојло II је веровао да би евентуална црквена унија, коју је желео да склопи цар - савладар Јован VIII, само антагонизирала Турке и становништво царства, што је могло да проузрокује грађански рат.
Цар - савладар Јован VIII је био импресиониран поступцима свог брата током османске опсаде 1422. године, и веровао му је више него другој браћи. Константин је добио титулу деспота и остављен је да управља Цариградом као намесник. Током једногодишњег Јовановог одсуства деспот Константин је владао градом и најближом околином и вршио дужност византијског цара, пошто је званични цар Манојло II од септембра 1422. године, када је доживео јак мождани удар, био тешко парализован и самим тим практично неспособан да врши власт, а његов савладар и наследник цар Јован VIII није био у земљи. Интересантно је да је Константин проглашен за намесника, иако су његова старија браћа деспоти Андроник (Солун) и Теодор II (Мореја) била  испред њега у наследном низу. Као  византијски цар он је 22. фебруара 1424. године закључио мировни уговор са султаном Муратом II и Османском империјом, који је на тренутак поштедео Цариград од даљих турских напада.
Цар - савладар Јован VIII се вратио у Цариград у новембру 1424. године, није успео да обезбеди помоћ и после смрти цара Манојла II 21. јула 1425. године и званично преузео власт. У то време деспоту Константину бива додељена на управу Селимврија на обали Мраморног мора и поседи око Месембрије на обали Црног мора. Иако је овај појас земље био мали, био је близу Цариграда и стратешки важан, што је показало да су деспоту Константину веровали и цар Манојло II и цар Јован VIII.
После Константиновог успешног намесничког мандата, цар Јован VIII је свог брата сматрао лојалним и способним. Пошто је њихов брат деспот Теодор II изразио своје незадовољство због свог положаја деспота Мореје цару Јовану VIII током његове посете 1423. године, цар Јован VIII је убрзо опозвао деспота Константина из Месембрије и одредио га за Теодоровог наследника. Деспот Теодор II се на крају предомислио, али је цар Јован VIII на крају прогласио деспота Константина за владајућег деспота Мореје 1427. године, након тамошњег похода. Иако је деспот Теодор II успешно владао Морејом, историчар Доналд Никол верује да је подршка била од помоћи, јер су полуострво стално угрожавале спољне силе током 1420-их. Године 1423. Османлије су пробили древни зид Хексамилиона — који је чувао Пелопонез — и опустошили Мореју. Деспотовину Мореју је такође стално угрожавао деспот Карло I Токо, италијански владар Епира, који је водио кампању против деспота Теодора II непосредно пре османске инвазије и поново 1426. године, заузимајући територију у северозападним деловима Мореје.
Продор Османлија на Пелопонез 1423. године и напади деспота Карла I Тока у Мореји, навели су цара Јована VIII 1427. године, да дође у Мистру, а уз њега је кренуо и деспот Константин са својим саветником Сфранцесом, који је од тог доба и званично у његовој личној служби. Они су 26. децембра стигли у Мистру и без задржавања су продужили ка Кларенци на северозападу полуострва коју су опсели. У бици код Ехинаде, поморском окршају код обале Кларенце, деспот Карло I Токо је поражен и пристао је да се одрекне својих освајања у Мореји. Одредбе мировног уговора враћале су Византији територије које је недавно заузео деспот Карло I Токо, међу којима је била Кларенца која је 1. маја поново постала византијска. Последња одредба је предвиђала брак између Токове братанице Креузе Токо (чије је име касније промењено у грчко Теодора),  са једне и деспота Константина са друге стране, чиме је враћање територија формулисано као мираз, пошто су ти поседи званично припали деспоту Константину, а сама свадба је обављена 1. јула у близини Патраса.
Последња фаза здружених Јованових и Константинових акција на југу данашње Грчке био је здружени напад на Патрас у јулу 1428. године. Сам град се налазио уз Константинове нове поседе и који је у то доба био нека врста самосталног града којим је управљао католички надбискуп Пандолфо Малатеста. У нападу је учествовао и њихов најмлађи брат деспот Тома, који се од тог доба такође јавља као један од деспота на Пелопонезу. Међутим и поред тога град није заузет, највише због тога што браћа нису располагала довољним снагама, јер им морејски деспот и брат Теодор II (коме је Малатеста био шурак) није помогао својим трупама. Иако град нису заузели, Палеолози су успели да га натерају на плаћање годишњег данка деспоту Константину у износу од 500 златника. Десшпт Константин је на тајном састанку у Мистри поверио Георгију Сфранцесу и цару Јовану VIII да ће поново покушати да поново заузме Патрас; ако не успе, вратио би се у своју стару апанажу поред Црног мора. 
Цар Јован VIII се после тога вратио у Цариград, али деспот Константин није одустао од освајања Патраса. Током свог деспотског мандата, деспот Константин је био храбар и енергичан, али углавном опрезан. Он и Георгије Сфранцес су разрадили нови план за напад, уздајући се у то да ће локално грчко становништво у граду подржати њихов напад и отворити капије. Контакт са њима је успостављен и постигнут је договор, тако да су деспот Константин и његове трупе 1. марта 1429. године кренули ка Патрасу и 20. марта су отпочели напад. Међутим до отворене предаје није дошло, тако да је отпочела опсада. Током једног напада коњ под деспотом Константином је био смртно рањен и том приликом га је Георгије Сфранцес спасао сигурног заробљавања, али је он био заробљен и ослобођен је тек 23. априла. Почетком маја отпочели су преговори и направљен је договор, да ће се град предати, ако се у року од месец дана надбискуп Малатеста не врати у град, који је напустио да би довео помоћ. Деспот Константин се после тога повукао, да би се 1. јуна појавио под градом захтевајући предају. После четири дана на састанку у катедрали светог Андреја са челницима града договорено је да град отвори капије, али је у цитадели остала надбискупова посада која се предала тек годину дана касније
Пренос Токоових освојених Морејских територија под власт деспота Константина закомпликовао је структуру власти Мореје. Пошто је његов брат деспот Теодор II одбио да се повуче са положаја владајућег деспота, деспотовином су по први пут од њеног стварања 1349. године управљала два члана царске породице. Убрзо након тога, млађи Тома (19 година) је такође именован за трећег деспота Мореје, што је значило да се номинално неподељена деспотовина фактички распала на три мање кнежевине. Деспот Теодор II није делио контролу над Мистром са деспотом Константином или деспотом Томом; уместо тога, деспот Теодор II је дао деспоту Константину земље широм Мореје, укључујући северни лучки град Егио, тврђаве и градове у Лаконији (на југу), и Каламату и Месенију на западу. Деспот Константин је Кларенцу, на коју је стекао право женидбом, учинио својом престоницом. У међувремену, деспот Тома је добио земље на северу и настанио се у замку Калаврита.
Промена управе у Патрасу узнемирила је Папу, Османлије и Млечане, али је деспот Константин преко Георгија Сфранцеса успео да дипломатским путем отклони опасност по своје поседе закључивши мир са гувернером Тесалије Турхан - бегом. Надбискуп Малатеста се у међувремену вратио у регион са каталонским најамницима, Каталонци нису били заинтересовани да му помогну да поврати Патрас, па су уместо тога напали и заузели Кларенцу, али је деспот Константин од њих за 6.000 златника откупио град, отклонивши и ту опасност по своје поседе. Током новембра 1429. године његова прва супруга деспина Мадлена односно Теодора (како је било њено православно име) Токо је умрла а он је постао удовац. Ожалошћени деспот Константин ју је прво сахранио у Кларенци, али је потом преместио у Мистру. После преузимања потпуне контроле над Патрасом у јулу 1430. године, када се предала и посада из цитаделе, наредио је да се поруши утврђење у Кларенци да га не би заузели гусари, пошто није имао довољно снага да држи и то утврђење. Успеси византијских деспота на Пелопонезу покренули су Османлије које се у пролеће 1431. године спуштају на југ и разарају бедем на коринтском земљоузу Хексамилеон, да би обезбедили лакши пролаз на Пелопонез. Када се надбискупски замак предао деспоту Константину у јулу 1430. године, град је у потпуности враћен под власт Византије након 225 година стране окупације. У новембру, Георгије Сфрантцес је награђен тако што је проглашен за гувернера града.
До раних 1430-их, напори деспота Константина и његовог млађег брата деспота Томе обезбедили су да скоро цео Пелопонез поново буде под византијском влашћу од Четвртог крсташког рата. Деспот Тома је уништио кнежевину Ахају оженивши се кнегињом Катарином Закаријом, ћерком и наследницом последњег кнеза Центуриона II Закарије. Када је Центурионе II умро 1432. године, деспот Тома је преузео контролу над свим његовим преосталим територијама по праву брака. Једине земље на Пелопонезу које су остале под страном влашћу биле су неколико лучких градова и градова које је још увек држала Република Венеција. Султан Мурат II се осећао нелагодно због недавних низа византијских успеха у Мореји. Турахан - бег је 1431. године по Муратовом наређењу послао своје трупе на југ да сруше зид Хексамилиона у настојању да подсети деспоте да су султанови вазали.
Деспот Тома и деспот Константин су у марту 1432. године заменили своје поседе у склопу Морејске деспотовине са чиме су се сложили и цар Јован VIII и врховни деспот Теодор II. Деспот Тома је пристао да своју тврђаву Калавриту уступи деспоту Константину, који ју је учинио својом новом престоницом, у замену за Елиду, коју је деспот Тома учинио својом новом престоницом. Деспот Константин је желео да буде ближе Мистри. Међутим ускоро је дошло до пораста нетрпељивости између деспота Константина и деспота Теодора II, због чега је цар Јован VIII у августу 1435. године позвао деспота Константина у Цариград, а у марту наредне године им се придружио и деспот Теодор II. Током овог периода цар Јован VIII није успео да разреши њихове несугласице и они су се вратили на Пелопонез, а све је деловало као да њихове размирице само рат може да разреши. Цар Јован VIII је после тога пробао да преко својих посланика спречи сукоб и то му је пошло за руком тек са трећом мисијом коју је предводио Григорије Мамас (1443—1450), будући васељенски патријарх (Григорије III). Ситуација је разрешена тиме што се деспот Константин вратио у Цариград, док су деспот Теодор II и деспот Тома остали да управљају на Пелопонезу. Не зна се са сигурношћу који су били тачни разлози њихових сукоба, али је извесно да је у питању била како превласт на самом Пелопонезу, тако и питање ко ће бити нови византијски цар, пошто цар Јован VIII из своја три брака није имао потомака. Иако је по праву деспот Теодор II био испред деспота Константина, стицао се утисак да је млађи брат ипак ближи престолу, јер је имао веће Јованово поверење.
Деспот Константин је стигао у Цариград 24. септембра 1437. године, чиме је отклоњена опасност од евентуалног братоубилачког рата на Пелопонезу. На овај начин је деспот Теодор II остао суверени владар деспотовине Мореје, али је деспот Константин практично промовисан у Јовановог наследника, пошто је већ у новембру цар Јован VIII, у пратњи млађег брата деспота Димитрија, кренуо на запад, док је деспот  Константин по други пут у животу постао царски намесник и de facto био византијски цар.

## Друго регенство и управа (1437—1443)
Цар Јован VIII је у новембру отишао у Италију да присуствује сабору у Ферари у настојању да уједини источну и западну цркву. Иако су се многи у Византијском царству противили унији цркава, јер би то значило верско потчињавање папству, цар Јован VIII је сматрао да је унија неопходна. Папство није гледало на ситуацију хришћана на Истоку као на нешто позитивно, али не би позивало ни на какву помоћ Византијском царству које се распада ако не призна послушност Католичкој цркви и одрекне се онога што католици доживљавају као грешке. Цар Јован VIII је довео у Италију велику делегацију, међу којима је био и Јосиф II, цариградски патријарх; представници патријараха александријског и јерусалимског; велики број епископа, монаха и свештеника; и његов млађи брат деспот Димитрије. Деспот Димитрије је показао противљење црквеној унији, али је цар Јован VIII одлучио да га не остави на истоку пошто је деспот Димитрије показао бунтовничке склоности и сматрало се да покушава да преузме престо уз подршку Османлија. 
После Јовановог одласка Константин је управљао земљом уз подршку и помоћ како царице мајке Јелене, тако и својих најближих сарадника Сфранцеса, Нотараса (каснијег великог дукса) и Димитрија Палеолога Кантакузина. Сфранцес се 1438. године оженио, а Константин се на том венчању појавио у улози кума, а касније ће постати кум двоје Сфранцесове деце, што довољно сведочи о пријатељству двојице људи. Током Јовановог одсуства из Цариграда, Османлије су се придржавале раније успостављеног мира. Међутим Јованово одсуство се одужило, а извештаји су јасно указивали да се Османлије спремају за ратни поход. Због тога је деспот Константин цару Јовану VIII послао писмо указујући му на то и на папино обећање да ће послати два брода са трупама у помоћ Цариграду, надајући се да ће та помоћ стићи пре очекиваног османлијског напада. Међутим бродови нису стигли, као и било какав одговор на његов захтев, али је османлијска опасност у том трену нестала пошто се османска војска није упутила на Цариград, већ на деспотовину Србију и њену утврђену престоницу Смедерево, које се после тромесечне опсаде предало због глади чиме је уништена српска деспотовина, иако је деспот Ђурађ (1427—1456) пребегао у краљевину Угарску, а Ново Брдо и даље пружало отпор.
За то време се у Ферари водио сабор који се окончао у јуну 1439. године у Фиренци склапањем фирентинске уније између католичке и православне цркве коју су потписали сви представници Јованове делегације, осим Марка Евгеника, који је био митрополит у Ефесу. Цар Јован VIII се 1. фебруара 1440. године, вратио у Цариград, али није наишао на топао дочек својих поданика који су сматрали да је склапањем уније издано православље зарад материјалне користи у облику западних крсташа који је требало да дођу у Византију и спасу је од Османлија. Иако је примљен уз велику церемонију коју су организовали деспот Константин и деспот Димитрије (који се вратио нешто раније), вест о уједињењу изазвала је талас негодовања и горчине међу становништвом Константинопоља, кнарод је сматрао да је цар Јован VIII издао њихову веру и њихов поглед на свет. Многи су се плашили да ће унија изазвати сумњу код Османлија. Тешко је оценити какав је био Константинов лични став по питању уније са католичком црквом, али је највероватније он, као и његов брат био спреман да направи такав уступак, уколико ће он спасити Град и Царство од Османлија, али је исто тако и био довољно трезвен да сагледа, како расположење у самој држави, тако и стање на западу и извесност доласка обећаних трупа, које на крају никада нису стигле. Међутим и поред тога он је пружио отворену подршку свом брату и унији, о чему сведочи и писмо папе Евгенија IV (1431—1447) из априла 1441. године у коме он подсећа на то да се обавезао, као и цар Јован VIII, да унију спроведе у дело

#### Други брак и османске претње
Деспот Константин се није одмах по Јовановом повратку вратио на своје поседе у Мореји, већ је до краја 1440. године остао у Цариграду тражећи себи нову супругу пошто је прошло више од десет година од смрти његове прве супруге деспине Теодоре Токо. Његов избор пао је на Катарину Гатилузио, ћерку ђеновљанског господара Лезбоса Дорина I Гатилузија. Сфранцес је у децембру 1440. године отпутовао на острво да договори детаље, а свадба је обављена у августу наредне године у присуству многих званица, међу којима се налазио и Лука Нотарас, без обзира на свој познати антиунионистички став. После окончања церемонија и пратећих дешавања, деспот Константин је у септембру кренуо ка Мореји, док је деспина Катарина остала на Лезбосу.
Стање у Мореји се нормализовало, али је извесно да је нетрпељивост између деспота Теодора II и деспота Константина и даље постојала, тако да је врло брзо по доласку на Пелопонез послао Георгија Сфранцеса свом млађем брату деспоту Димитрију, који је управљао његовим некадашњим поседима Месембријом на Црном и Селимвријом на Мраморном мору, са предлогом да замене поседе. Веровао је да може боље да служи потребама царства ако је ближе престоници. Међутим када је Георгије Сфранцес стигао до деспота Димитрија он је већ склопио договор са султаном Муратом II, који му је дао трупе и спремао се да под изговором рушења Фирентинске уније преузме власт у Византији. Због свега тога је цар Јован VIII позвао деспота Константина да му пружи помоћ у одбрани града.
Ратна дејства су отпочела у априлу 1442. године, а деспот Константин је у јулу исте године кренуо ка Лезбосу, покупио своју супругу деспину Катарину и продужио ка Цариграду, али их је на Лемносу блокирала османлијска флота. Током вишемесечног, практично, заточеништва на Лемносу, деспина Катарина Гатилузио се разболела и у августу је умрла,сахрањена је у Мирини на Лемносу.  Млечани су послали у помоћ 8 својих бродова да разбију блокаду и помогну деспоту Константину у борби, али нису успели да је пробију.
Деспот Константин је стигао у Цариград тек у новембру, након што је Димитријева опсада одавно пропала. Деспот Димитрије је кажњен кратким заточеништвом. Преузео је контролу над својим некадашњим поседима, а Георгије Сфранцес је у марту 1443. године постао његов управник Селимврије.  Из Селимврије, Георгије Сфранцес и деспот Константин су могли да будно прате Димитријеве активности.  Међутим већ у јуну исте године у Цариград је стигао Теодоров гласник који је изнео нови предлог својој браћи. Он је понудио да замени своје поседе на Пелопонезу и положај  главног морејског деспота за Константинове поседе на Црном и Мраморном мору. Договор међу браћом је постигнут и у октобру исте године деспот Константин је преузео Мистру просперитетну престоницу деспотовине и власт над Морејом, а деспот Теодор II је прешао у Селимврију.

## Деспотовање Морејом (1443—1449)
По преузимању власти у Мореји, Константинова прва брига била је заштита византијских поседа односно целокупног полуострва. У то време, деспотовина Мореја је била културни центар византијског света и пружала је атмосферу више наде од Константинопоља. Ту су се на Теодоров позив населили покровитељи уметности и науке, а цркве, манастири и дворци су наставили да се граде. Два брата Палеолога су се надала да ће деспотовину Мореју претворити у сигурну и скоро самодовољну Деспотовину. Филозоф Гемист Плетон, запослен у Константиновој служби, рекао је да док је Константинопољ некада био Нови Рим, Мистра и Мореја могу постати „Нова Спарта“, централизовано и снажно хеленско краљевство само по себи. Са тим циљем је он почетком фебруара отпочео са обновом Хексамилеона, бедема који је штитио копнени пролаз на Пелопонез, који су Османлије порушиле у пролеће 1431. године. После четрдесетак дана рада, обнова бедема ојачаног са 153 куле је окончана у марту и он је у дужини од 7.028  односно 7.760 m преграђивао коринтски земљоуз од Саронског до Коринтског залива. Пројекат је импресионирао многе њихове поданике и савременике, укључујући и млетачке господаре на Пелопонезу, који су помогли у његовом раду. Обнова је коштала много и у новцу и у људству; многи Морејски земљопоседници су на тренутак побегли у венецијанске земље како би избегли финансирање подухвата, док су се други побунили пре него што су били приморани војним путем. Деспот Константин је покушао да привуче лојалност Морејских земљопоседника дајући им и даље земље и разне привилегије. Такође је организовао локалне атлетске игре, где су млади Морејци могли да трче за награде.
Паралелно са градњом бедема, деспот Константин је пратио и развој ситуације на Балканском полуострву односно покрет крсташа предвођених војводом Јаношем Хуњадијем из краљевине Угарске ка Османској империји. Рачунајући на султанову заузетост, он је по окончању радова на Хексамилеону прешао земљоуз са својим трупама и отпочео напад на преостале латинске државе на Атици, Атинско и тебанско војводство. Преко Сфранцеса, деспот Константин је био у контакту са кардиналом Јулијаном Цезаринијем, који је заједно са краљм Владиславом III од Пољске и Мађарске био један од вођа крсташког рата. Кардинал Цезарини је био упознат са Константиновим намерама и да је спреман да помогне крсташком рату у удару на Османлије са југа.  Без већих потешкоћа, он је војводу Нериа II Ачајолија приморао да му преда Атину и Тебу и обавеже се на вазалне односе према њему, уместо дотадашњих према султану Мурату II. Поновно заузимање Атине сматрано је посебно славним подвигом. Један од Константинових саветника упоредио је деспота Константина са легендарним древним атинским генералом Темистоклом. Иако је крсташку војску уништила османска војска коју је предводио султан Мурат II у бици код Варне 10. новембра 1444. године, деспот Константина није одустао од даљих освајања. Његова почетна кампања била је изузетно успешна и такође је добио страну подршку од бургундског војводе Филипа Доброг, који му је послао 300 војника. Он се ту није зауставио и наставио је са својим снагама и бургундским војницима продор у Беотију, Фокиду и Тесалију до Пинда, да би потом умарширао у млетачку Витриницу, где су га мештани радосно дочекали као свог новог господара. Истовремено његов управник Востице Константин Кантакузин, са својим снагама прешао Коринтски залив и ослободио неколико градова у западном делу Фокиде и заузео је град Лидорики у Тесалији од Османлија.  Грађани су били толико узбуђени због свог ослобођења да су у његову част преименовали град у Кантакоузинопољ.
Међутим његова освајања су изазвала енергичне протесте Млечана који су захтевали да им се врате поседи, али и краља Алфонса V (1415—1458), који владао Арагоном и Напуљем, који је по неком наследном праву тражио да му се преда атинско војводство и са тим циљем је морејском деспоту Константину Палеологу послао свог човека да преузме те поседе. Међутим, пресудан фактор на Балкану у том тренутку, ипак је био султан Мурат II који је био потиснут 1443. године и морао да закључи Сегедински мир, али је већ 1444. године у бици код Варне уништио западне крсташе и у потпуности отклонио опасност по своју државу. Незадовољан Константиновим деловањем, који је  био султанов вазал, он је у зиму 1446. године покренуо војску која је бројала између 50 и 60.000 људи у пратњи атинског војводе Нерија II на Морејску деспотовину и њене новоосвојене поседе. Упркос огромном броју османских трупа, деспот Константин је одбио да преда своје освојене поседе у Грчкој и уместо тога се припремио за битку.
Пред надолазећим Османлијама, Византинци су се повукли и утврдили на Хексамилеону, тако да су Муратове трупе без проблема повратиле контролу над недавно освојеним поседима ван Пелопонеза и 27. новембра су стигле до бедема на земљоузу, отпочевши напад. Деспот Константин и деспот Тома су били одлучни да држе зид и довели су све своје расположиве снаге, које су износиле можда чак 20.000 људи, да га бране. Након почетних борби, деспот Константин је послао Георгија Халкондила (отац познатог историчара Лаоника) султану Мурату II са предлогом мировног уговора, али га је султан Мурат II утамничио без преговора, а деспоту Константину и деспоту Томи је поручио да се повуку и без одлагања поруше бедем, оставивши им неколико дана да размисле.
Пошто су браћа одбила да се предају, султан Мурат II је отпочео напад, потпомогнут топовима и опсадним справама и после пет дана борби је отпочео завршни јуриш у коме су Османлије овладале већ порушеним бедемом и продрле на полуострво. Огромна већина бранилаца је побијена или заробљена, а сами деспоти Константин и Тома су се једва спасили. Већ 10. децембра цео бедем је практично сравњен са земљом и више неће бити обнављан. Каснији извори су за пропаст одбране Хексамилеона кривили Албанце, који су почетком XV века насељени на Пелопонез или локално становништво, али је највероватније једини разлог пада бедема била Османлијска бројчана надмоћ и техничка супериорност која се огледала у поседовању ватреног оружја велике ватрене моћи.
Султан Мурат II је после тога поделио војску на два дела:
1. део је кренуо право на Мистру, под вођством Турахан бега
2. део је кренуо дуж северне обале полуострва, под султановом командом.

Тураханове снаге због зиме нису биле у стању да преко планинских превоја стигну до Мистре, тако да су се у Кларенци спојиле поново са Муратовим које су прошле северном обалом спаљујући, пљачкајући и робећи целу област, осим Патраса који нису успеле да освоје на јуриш. После тога су се Османлије повукле са полуострва одводећи са собом око 60.000 заробљеника.
Деспот Константин и деспот Тома су после тога морали да обнове вазалне обавезе према султану Мурату II, да се обавежу на плаћање годишњег данка и на то да више неће обнављати Хексамилеон. Током овог периода, поново се појавила прича о потреби да се деспот Константин ожени по трећи пут, јер од шесторице синова цара Манојла II, само је деспот Тома имао мушких потомака (Манојла и Андрију). Постоје индиције да је било покушаја да се он ожени неком западном принцезом, али је извесно да је он у августу 1447. године послао Георгија Сфранцеса на исток да му потражи супругу међу принцезама Трапезунтског царства и краљевине Грузије.
Његов старији брат и некадашњи морејски деспот Теодор (II), умро је у јуну 1448. године у Селимврији, а 31. октобар исте године умро је и византијски цар Јован VIII. Вест о царевој смрти, отворила је и питање његовог наследника, иако је он јасно одредио деспота Константина који је био популаран и у Мореји и у Константинопољу, за наследника престола, постојала је могућност да власт припадне неком од његове млађе браће деспоту Димитрију или деспоту Томи. Већ 13. новембра је у Цариград стигао деспот Тома, а мало после њега и деспот Димитрије је стигао из Селимврије. Деспот Тома као претендент није био велика опасност по деспота Константина, али је зато деспот Димитрије, који је због одбацивања Фирентинске уније имао како подршку једног дела народа, и османског султана Мурата II који му је већ раније давао трупе да покуша да преузме власт.
Међутим, кључну улогу у преносу власти одиграла је царица мајка Јелена, која је после Јованове смрти преузела улогу царског регента до доласка у престоницу законског цара Константина XI. Суочен са таквом ситуацијом, деспот Димитрије је морао да прихвати пренос власти са цара Јована VIII на цара Константина XI и крајем године су царица мајка Јелена Драгаш и њена два најмлађа сина деспот Тома и деспот Димитрије послали у Мистру гласнике (Алексије Филантропин Ласкарис и Манојло Палеолог Јагрос) чија је улога била да деспота Константина прогласе за цара и доведу у престоницу да преузме власт. Убрзо након тога, Сфранцес је обавестио султана Мурата II, који је такође прихватио именовање 6. децембра 1448. године. Са њима се у Мореју вратио и деспот Тома и они су 6. јануара 1449. године у Мистри (или у деспотском двору или у цркви Божанске Мудрости) прогласили деспота Константина за византијског цара, после чега је он кренуо у Цариград и 12. марта је преузео власт из руку своје мајке.
У малој грађанској церемонији у Мистри, вероватно у некој од цркава (Црква Божанске Мудрости) или у Деспотовој палати, 6. јануара 1449. године, деспот Константин је проглашен за цара Римљана. Није му дата круна; уместо тога, цар Константин XI је можда својим рукама ставио на главу другу врсту царског покривала за главу, пилос. Иако су се цареви традиционално крунисали у цркви Божанске Премудрости у Константинопољу, постојао је историјски преседан за мање и локалне церемоније: пре неколико векова, цар Манојло I Комнин је добио титулу цара од свог оца на самрти, цара Јована II Комнина, у Киликији; Константинов прадеда, Јован VI Кантакузин, био је проглашен за цара у Дидимотици у Тракији. И цар Манојло I и цар Јован VI су били опрезни да изведу традиционалну церемонију крунисања у Константинопољу када су стигли у престоницу. У Константиновом случају, таква церемонија никада није обављена. И цар Константин XI и цариградски патријарх Григорије III Мамас били су присталице Уније цркава: церемонија у којој је патријарх Григорије III крунисао цара Константина XI за цара можда је навела антиунионисте у престоници да се побуне. Константинов успон за цара био је контроверзан: иако је био прихваћен због своје лозе са неколико алтернативних кандидата, његов недостатак потпуног крунисања и подршке Унији цркава нарушили су перцепцију јавности о новом цару.

#### Прилике у Мореји током његове владавине
Према оцени Доналда Никола, деспот Константин током своје управе Морејом имао је план, имао је и добронамерне саветнике, способне да му понуде решења, остварљива или утопијска, за јачање пољопривреде, економије и одбране Мореје. Мистра је у то доба била културни центар Византије и у њој су, током његове владавине, деловала двојица великих мислилаца тог доба:
- Георгије Гемист Плитон, византијски мислилац
- Висарион из Трапезунта, Плитонов ученик, никејски митрополит и чувени оратор са Фирентинског сабора

који су својим саветима покушавали да унапреде Морејску деспотовину. Поред њих, током његове владавине, на Пелопонезу је боравио и Ћиријако из Анконе, италијански хуманиста и путописац који је обилазио остатке Античке Спарте испод Мистре
Сам деспот Константин је управљање деловима свог поседа доделио својим најбољим сарадницима:
- Георгије Сфранцес је управљао Мистром и околином
- Алексије Ласкарис је управљао Патрасом
- Јован Кантакузин је управљао Коринтом
- Јован Палеолог је управљао Витилоном
- Софијанос Евдемонојанис је био управник деспотовине

Поред тога, он је локалној властели потврђивао и додељивао поседе чиме је задобијао њихову подршку, а остало је забележено и да је организовао атлетска такмичења за младиће из властелинских породица.

## Царевање Византијом (1449—1453)
Цар Константин XI је стигао у Цариград 12. марта 1449. године, јер му је каталонски брод обезбедио средства за путовање.
После доласка у Цариград, први потез новог цара био је да потврди мир са Османлијама и већ после две недеље је његов изасланик Андроник Јагарис потврдио са султаном Муратом II мир који се односио и на морејске деспоте Тому и Димитрија, како би обезбедио провинцију од даљих османских напада. Да би уклонио свог бунтовног брата деспота Димитрија из престонице и њене околине, цар Константин XI је поставио деспота Димитрија као деспота Мореје који ће владати деспотовином заједно са деспотом Томом. Деспоту Димитрију је додељена бивша Константинова престоница, Мистра, и дата му је власт над јужним и источним деловима деспотовине, док је деспот Тома владао северозападом и Коринтијом наизменично између Патре и Леонтарија као свог места боравка. Међутим његов највећи проблем у том тренутку нису биле Османлије, већ унутрашње прилике у земљи која је и даље била подељена између оних који прихватају и оних који одбијају Фирентинску унију. Управо због те поделе и потребе да одржи какву такву равнотежу између те две струје, цар Константин XI никада није организовао своје званично овенчавање за цара у цркви Божанске Мудрости које је могао да обави само васељенски патријарх. Проблем је лежао и у томе што званичног патријарха Григорија III због прихватања Фирентинске уније нису признавали њени противници, па би његово извођење таквог чина могло да подстакне његове противнике на побуну и довођење деспота Димитрија на власт, док би у случају да постави новог патријарха из редова антиуниониста и његово извођење таквог чина заувек затворило врата евентуалне војне помоћи са Запада. Због такве ситуације он никада није формално постао цар, пошто је само проглашен, а никада званично овенчан, иако се потписивао као:
Константин Палеолог у Христу верни цар и аутократор Ромеја.— Хрисовуља из фебруара 1449. године
Цар Константин XI је покушавао да одржи бројне разговоре са престоничким антиунионистима, који су се организовали као сабор да се супротставе власти патријарха Григорија III, јер је он био униониста. Цар Константин XI није био фанатични униониста и само је сматрао да је унија цркава неопходна за опстанак царства. Противници уније су сматрали да је овај аргумент неутемељен и материјалистички, верујући да је већа вероватноћа да ће помоћ доћи кроз поверење у Бога него кроз западни крсташки поход.
Цар Константин XI је био добро припремљен за своје ступање на престо након што је два пута служио као намесник и владао бројним феудима широм царства које се распада. У Константиново време, Константинопољ је био сенка своје некадашње славе; град се никада није опоравио од пљачке из 1204. године од стране крсташа из Четвртог крсташког рата. Уместо велике царске престонице каква је некада био, Константинопољ из XV века је био готово рурална мрежа насељених центара, са многим градским црквама и палатама, укључујући бившу Велику царску палату, која је била напуштена и у запуштеном стању. Уместо некадашње царске палате, цареви из династије Палеолога су као своју главну резиденцију користили палату Влахерна, која се налазила знатно ближе зидинама града. Становништво града је значајно опало услед латинске окупације, грађанских ратова у XIV веку и избијања Црне смрти 1347, 1409. и 1410. године. До тренутка када је цар Константин XI постао цар, у граду је живело само око 50.000 људи.

### Проблеми на почетку владавине
Следећа брига новог цара био је његов трећи брак и обезбеђивање директног наследника Царству. Поред Сфранцеса који у октобру 1449. године поново кренуо на исток, он је још у фебруару исте године из Мистре послао Манојла Дисипата краљу Алфонсу V од Арагона и Напуља у покушају да обезбеди војну помоћ против Турака и да се ожени ћерком португалског краља који је био Алфонсов нећак војвода Педро од Коимбре, цар Константин XI Палеолог је требало да се ожени са војвоткињом Беатричом Авиз од Коимбре. После смрти султана Мурата II 1451. године Сфранцес је покушао да за цара Константина XI испроси његову бившу султанију Мару Бранковић која је имала велики утицај на свог посинка и новог султана Мехмеда II (1451—1481), али су ти планови пали у воду, пошто се она обавезала да ће, ако се икада ослободи неверника, посветити свој живот Богу и неће се поново удавати. Пошто је тај покушај пао у воду, као и преговори са краљем Алфонсом V. Цар Константин XI је послао Георгија Сфранцеса на исток да посети Трапезунтско царство и Грузијско краљевство и види да ли тамо има прикладних невеста. Георгије Сфранцес, заједно са великеом пратњом свештеника, племића, музичара и војника, напустио је престоницу на скоро две године.
Док је био на двору цара Јована IV Великог Комнина у Трапезунту, Георгије Сфранцес је сазнао да је султан Мурат II умро. Иако је цар Јован IV ово видео као позитивну вест, Георгије Сфранцес је био забринутији: стари султан Мурат II се уморио и изгубио сваку наду да ће освојити Цариград. Његов млади син и наследник султан Мехмед II био је амбициозан, млад и енергичан. Георгије Сфранцес је имао идеју да се султан Мехмед II може одвратити од инвазије на Цариград ако се цар Константин XI ожени удовицом султана Мурата II, султанијом Маром Бранковић. Цар Константин XI је подржао ту идеју када је у мају 1451. године, примио Сфранцесов извештај и послао изасланике у Србију, где се султанија Мара вратила након смрти султана Мурата II. Многи Константинови дворјани успротивили су се тој идеји због неповерења према Србима, што је довело до тога да цар Константин XI доводи у питање одрживост споразума. Коначно, противљење дворјана браку показало се бесмисленим: султанија Мара није желела да се поново удаје, пошто се заклела да се више неће удавати. Георгије Сфранцес је тада одлучио да ће цару Константину XI Палеологу Драгашу највише одговарати грузијска невеста и вратио се у Цариград септембра 1451. године, доводећи са собом једног грузијског амбасадора. Константин је захвалио Сфранцу за његове напоре и они су се сложили да се Сфранцес врати у Грузију у пролеће 1452. године, и склопи брачни савез. Због растућих тензија са Османлијама, Георгије Сфранцес се на крају није вратио у Грузију.
Паралелно са покушајима да се ожени по трећи пут, цар Константин XI је наставио са својом политиком између истока и запада, одржавајући што је могуће боље односе и са једнима и другима, надајући се да ће на тај начин извући најбоље за Царство. Годину дана након његовог доласка у престоницу 23. марта 1450. године умрла је његова мајка царица Јелена, која је, иако је више од једне деценије била монахиња Ипомонија, активно учествовала у власти. Била је веома поштована међу Византинцима и дубоко је оплакивана. Гемист Плетон, Морејски филозоф који је претходно био на Константиновом двору у Мореји, и Генадије Схоларије, будући патријарх Константинопоља, обојица су написали погребне речи у којима је хвале. Плетон је хвалио Хеленину снагу и интелект и упоређивао је са легендарном грчком хероином Пенелопом због њене разборитости. Остали Константинови саветници су често били у сукобу са царем Константином XI и једни са другима. Њена смрт је оставила цара Константина XI у недоумици на кога саветника да се највише ослони. Андроник Палеолог Кантакузин, мега доместик (или главнокомандујући), није се слагао са царем Константином XI у низу питања, укључујући одлуку да се ожени грузијском принцезом уместо царском принцезом из Трапезунта. Најмоћнија личност на двору био је Лука Нотарас, искусни државник и мега дукс (главнокомандујући морнарице). Иако Георгије Сфранцес није волео Нотараса, он је био близак Константинов пријатељ. Како Византијско царство више није имало морнарицу, Нотарасова позиција је била више неформална улога премијерског типа него позиција војне команде. Лука Нотарас је веровао да ће масивна одбрана Константинопоља зауставити сваки напад на град и омогућити западним хришћанима да им помогну на време. Због свог утицаја и пријатељства са царем, на цара Константина XI су вероватно утицале његове наде и идеје. Георгије Сфранцес је унапређен у „Првог господара царске гардеробе“: његова канцеларија му је омогућила скоро неометан приступ царској резиденцији и положај да утиче на цара Константина XI Палеолога Драгаша. Георгије Сфранцес је био чак опрезнији према Османлијама него Лука Нотарас, и веровао је да мега дукс ризикује да се супротстави новом султану Мехмеду II. Иако је Георгије Сфранцес такође одобравао апеловање на запад за помоћ, он је веровао да сваки апел мора бити веома дискретан како би се избегла пажња Османлија.
Празна царска благајна га је приморала да распише нове намете не би ли дошао до средстава за регрутовање војске и какву такву обнову Цариградских бедема. Због тога му је у августу 1450. године стигла млетачка делегација из Венеције, која је протестовала због подизања пореза на робу коју су Млечани увозили у Цариград и претила да ће њени трговци напустити град и населити се у насељима која су контролисале Османлије. Опасност од оваквог чина се повећала после смрти султана Мурата II и доласка султана Мехмеда II на власт, са којим су Млечани одмах склопили уговор. Цар Константин XI је након тога покушао да узнемири Млечане преговорима са Дубровачком републиком, нудећи јој део града за њене трговце са пореским олакшицама, што је потврдио у јуну исте године. Он је још као деспот у Мореји покушао да на овај начин добије неке уступке од Млечана, када је преговарао са Дубровчанима, али тада није са њима склопио споразум. Упркос томе што је цар Константин XI писао дужду Венеције Франческу Фоскарију, у октобру 1450. године, Млечани нису били убеђени и потписали су формални уговор са султаном Мехмедом II 1451. године, нудећи им место за трговину у Цариграду уз ограничене пореске олакшице.

### Потрага за савезницима
Већина краљевстава у западној Европи је у то време била заузета сопственим ратовима, а пораз у бици код Варне угушио је већи део крсташког духа. Вест да је султан Мурат II умро и да га је наследио његов млади син султан Мехмед II такође је уљуљкала западне Европљане у лажни осећај сигурности. За папство, Унија цркава је била далеко хитнија брига од претње отоманским нападом.
Мехмедова кретања и Сфранцесова процена да би први циљ новог султана могао бити Цариград, иако се он заклео Алахом, Пророком, Кураном, Анђелима и Арханђелима да ће живети у миру са царем Константином XI и његовом државом, покренули су обнову дипломатске мисије по Западу. Са тим циљем он почетком априла 1451. године шаље Андроника Вријенија Леондариса на Апенинско полуострво. Он је прво на млетачком Криту регрутовао стрелце, потом се упутио у Ферару, Ватикан и на крају у Напуљ. Вратио се у Цариград крајем исте године, али без икаквог успеха. Његова посета папи Николи V (1447—1455) и Константиново писмо о проблемима са којима се суочава у спровођењу Уније, само су изазвали папу Николу V који је послао јасан ултиматум цару Константину XI да унија мора да се спроведе, да њени противници морају да се сузбију, да патријарх Григорије III мора да буде признат од свих и да се папино име мора помињати у молитвама. Писмо је садржало предлог синаксиса да се нови сабор одржи у Цариграду, са једнаким бројем представника обе цркве (пошто су православни били знатно надјачани на претходном сабору). Ситуацију је додатно компликовала чињеница да је сам патријарх Григорије III у то време већ напустио Цариград и кренуо ка Ватикану изморен бесциљном борбом са противницима уније. Поред тога папа Никола V се спремао да у Цариград пошаље свог изасланика кардинала Исидора Кијевског који би помогао у остваривању уније, што је цару Константину XI потврдио писмом, указујући му да ће папин изасланик, уколико му не буде дозвољено да унију прогласи у цркви Божанске Мудрости, из ђеновљанске Галате бацити анатему и екскомуницирати све противнике уније што би уништило и теоријску могућност да икаква помоћ пристигне са Запада.

### Односи са султаном Мехмедом II
Средином те године цар Константин XI је послао посланство султану Мехмеду II, који је у то доба гушио побуне по Малој Азији, преко кога је тражио да му се удвостручи годишња рента коју је добијао за чување османског принца и Сулејмановог унука Орхана, који је уз султана Мехмеда II једини имао основа да полаже право на престо, у Цариграду. Његов циљ није био толико материјална корист, колико то да укаже новом султану Мехмеду II да постоји још неко ко би могао да буде султан и да би цар Константин XI, уколико се за то укаже потреба, могао да дозволи Орхану да напусти град и евентуално покуша да свргне султана Мехмеда II. Његово посланство у Бруси је примио Мехмедов велики везир Чандарли Халил-паша кога је његов захтев у потпуности изнервирао и који се, према историјским изворима, издрао на посланике претећи да ће им то бити крај, јер султан Мехмед II није био благе природе као његов отац. Византинци су се дуго ослањали на великог везира Халила, кроз мито и пријатељство, да би одржавао мирне односе са Османлијама, али је његов утицај на султана Мехмеда II био ограничен и он је на крају био лојалан Османлијама, а не Византинцима.
Велики везир Халил је Византинцима рекао:
"Ви глупи Грци, доста ми је ваших превртљивих начина. Покојни султан био вам је попустљив и савестан пријатељ. Садашњи султан није истог мишљења. Ако Константин измиче његовом смелом и наглом схватању, то ће бити само зато што Бог наставља да превиђа ваше лукаве и зле намере. Ви сте будале што мислите да можете да нас уплашите својим фантазијама, и то када се мастило на нашем недавном уговору једва осуши. Нисмо деца без снаге и разума. Ако мислите да можете нешто да започнете, урадите то. Ако хоћеш да Орхана прогласиш за султана у Тракији, само напред. Ако хоћете да преведете Мађаре преко Дунава, нека дођу. Ако желите да повратите места која сте одавно изгубили, покушајте. Али знајте ово: нећете напредовати ни у једној од ових ствари. Све што ћете постићи јесте да изгубите оно мало што још имате".
Цар Константин XI и његови саветници су катастрофално погрешно проценили одлучност новог султана. Током своје кратке владавине, цар Константин XI и његови саветници нису били у стању да формирају ефикасну спољну политику према Османском царству. Цар Константин XI је углавном наставио политику својих претходника, чинећи све што је могао да припреми Константинопољ за напад, али је такође наизменично молио и супротстављао се Османлијама. Константинови саветници су имали мало знања и стручности о османском двору и нису се слагали у томе како да се носе са османском претњом, а пошто се цар Константин XI колебао између мишљења својих различитих саветника, његова политика према султану Мурату II и султану Мехмеду II није била кохерентна и резултирала је катастрофом.
Султан Мехмед II је поручио да ће поразмислити о захтевима када се врати у своју престоницу Хадријанопољ, али је врло брзо окончао сукобе у Малој Азији и повукао се ка престоници издавши наредбу да се отпочне са блокадом и опсадом Цариграда, а са тим циљем је отпочео са прикупљањем материјала и радника за подизање нове тврђаве на Босфору, султан Мехмед II је сматрао да је цар Константин XI прекршио услове њиховог примирја из 1449. године, и брзо је опозвао мале уступке које је дао Византинцима. Претња ослобађања Орхана дала је султану Мехмеду II изговор да све своје напоре концентрише на заузимање Цариграда, свог правог циља од када је постао султан. Султан Мехмед II је веровао да је освајање Константинопоља од суштинског значаја за опстанак Османске државе: заузимањем града, спречио би сваки потенцијални крсташки рат да га користи као базу и спречио да падне у руке ривала опаснијег од Византинаца. Штавише, султан Мехмед II је имао интензивно интересовање за античку грчко-римску и средњовековну византијску историју, а његови јунаци из детињства били су личности попут Ахила и краља Александра III Великог.
Цар Константин XI је крајем године послао посланство у Венецију, тражећи брзу реакцију Запада, указујући на султанове припреме и намере, али је у фебруару 1452. године стигао одговор у коме су Млечани одговорили да су заузети сукобима у Ломбардији, тако да нису у стању да му пруже војну помоћ, али су испоштовали његов захтев и послали му товар барута и оклопа. Када су Османлије потопиле млетачки трговачки брод у Босфору у новембру 1452. године и погубили преживеле са брода због одбијања да плати нову путарину коју је увео султан Мехмед II, став Млетака се променио јер су се и они сада нашли у рату са Османлијама.

#### Пад Цариграда (1453)
Почетком пролећа султан Мехмед II је отпочео са припремама за градњу нове тврђаве на Босфору којом је планирао да преузме потпуну контролу над теснацем са копна. У пролеће 1452. године почели су радови на замку Румелихисар, изграђеном на западној страни Босфорског мореуза, насупрот већ постојећег замка Анадолхисар на источној страни. Са два замка, султан Мехмед II је могао да контролише поморски саобраћај у Босфору и могао је да блокира Константинопољ и копном и морем.  Мехмед I с поштовањем затражио дозволу од цара Мануела II пре изградње источног замка и подсетио султана на њихово постојеће примирје. Цар Константин XI је уложио протест због те градње, апелујући да је Мехмедов деда султан Мехмед I с поштовањем затражио дозволу од цара Манојла II пре изградње источног замка и подсетио султана Мехмеда II на њихово постојеће примирје. На основу Константинових акција у Мореји, посебно у време крсташког рата на Варну, цар Константин XI је био јасно антитурски расположен и више је волео да предузме агресивне акције против Османског царства; његови покушаји да се обрати султану Мехмеду II били су једноставно тактика одуговлачења. Султан Мехмед II је одговорио цару Константину XI да се султанови потези не тичу византијског цара и у суботу 15. априла је отпочео са градњом која је окончана у четвртак 31. августа 1452. године, утврђење је требало да послужи не само као средство за блокаду Константинопоља већ и као база из које је требало да се усмери Мехмедово освајање Цариграда.
Током градње је срушено неколико цркава и кућа, због чега су у јуну локални становници покушали да уложе протест, али су их османски војници опколили и побили на лицу места. Нешто касније је дошло до сличног сукоба и на обали Мраморног мора, када су османски војници пустили коње и друге товарне животиње на испашу у поља под житом у време жетве. Локално становништво је покушало да уложи протест код султана Мехмеда II, али су османски војници уместо одговора побили 40 грчких сељака. Цар Константин XI је на ово одмах одреаговао затварањем градских капија и заробљавањем свих Османлија у граду, али их је након три дана ипак пустио. Међутим, султан Мехмед II је то искористио и упутио му отворени ултиматум захтевајући да му се град преда или ће га сам заузети. Цар Константин XI је то одбио и отпочео са завршним припремама за предстојећу опсаду, прикупио је све намирнице из околине које је могао и почео са обнављањем градских бедема. Поред тога, Мехмедове изасланике је затворио у тамницу и њима су, касније, одрубљене главе, што је практично била објава рата.
Константин је истовремено поново покушао да на Западу добије било какву војну помоћ, али су и ове мисије прошле без икаквог успеха, иако је војводи Јаношу Хуњадију понудио Месембрију или Селимврију, а краљу Алфонсу V Лемнос помоћ није стигла. Он је истовремено послао позив својој браћи на Пелопонезу да један од њих дође и помогне му у одбрани града, али их је султан Мехмед II циљаним нападом на Морејску деспотовину у октобру онеспособио да му пруже помоћ. Ђеновљанима на острву Хиос такође је упућена молба, обећана им је исплата у замену за војну помоћ. Цар Константин XI није добио конкретне одговора на своје молбе.

### Верска подељеност у Цариграду
Папски легат о коме се дуго причало у граду пристигао је 26. октобра 1452. године. Био је то бивши кијевски митрополит Исидор, који је са собом довео и Леонарда са Хиоса, који је био надбискуп Лезбоса и 200 стрелаца које је у Напуљу регрутовао о трошку папе Николе V. Његов долазак је додатно узбуркао страсти у престоници, али је велики дукс Лука Нотарас, као и чињеница да је 200 стрелаца стигло у испомоћ, успео да у том тренутку умири антиунионисте. Њихов долазак у град подстакао је протесте противника Уније. Дана 13. септембра 1452. године, месец дана пре доласка кардинала Исидора и бискупа Леонарда, адвокат и антиуниониста Теодор Агалијанос написао је кратку хронику савремених догађаја, коју је завршио следећим речима:
"Ово је написано у трећој години владавине Константина Палеолога, који остаје некрунисан јер црква нема вођу и заиста је у расулу као резултат превирања и конфузије коју је на њу донела лажно именована заједница коју је сачинио његов брат и претходник Јован Палеолог... Ова заједница је била зла и немила Богу и уместо тога је расцепила цркву и расејала њену децу и потпуно нас уништила. Истини за вољу, ово је извор свих других наших недаћа".
Цар Константин XI и његов брат цар Јован VIII пре њега су погрешно проценили ниво опозиције против црквене уније. Лука Нотарас је успео да донекле смири ситуацију у Цариграду, објашњавајући скупштини племића да је католичка посета извршена у доброј намери и да су војници који су пратили кардинала Исидора и бискупа Леонарда могли бити само претходница; могла је бити на путу већа војна помоћ. Многи племићи су били убеђени да се за материјалне награде може платити духовна цена и да ће, ако се избаве од непосредне опасности, касније бити времена за јасније размишљање у мирнијој атмосфери. Георгије Сфранцес је предложио цару Константину XI да именује кардинала Исидора за новог цариградског патријарха пошто патријарх Григорије III није виђен неко време и мало је вероватно да ће се вратити. Иако је такво именовање могло задовољити папу Николу V и довести до даље помоћи, цар Константин XI је схватио да би то само још више узнемирило анти-унионисте. Када су Константинопољци схватили да од папства не стиже даља хитна помоћ осим 200 војника, побунили су се на улицама.
Бискуп Леонард са Хиоса се поверио цару Константину XI да верује да је превише попустљив према анти-унионистима, позивајући га да ухапси њихове вође и покуша више да потисне опозицију Унији цркава. Цар Константин XI се противио тој идеји, можда под претпоставком да ће их хапшење вођа претворити у мученике за њихову ствар. Уместо тога, цар Константин XI је 15. новембра 1452. године, позвао вође синаксиса у царску палату и још једном их замолио да напишу документ са својим примедбама на унију постигнуту у Фиренци, што су они били жељни да ураде. Дана 25. новембра, Османлије су потопиле још један венецијански трговачки брод топовском ватром из новог замка Румелихисар, догађај који је заокупио умове Византинаца и ујединио их у страху и паници. Као резултат тога, антиунионистички циљ је постепено замро.

### Завршне припреме
Константинова браћа у Мореји нису могла да му донесу никакву помоћ: султан Мехмед II је позвао пашу Турахана да изврши инвазију и поново опустоши Мореју у октобру 1452. године, како би задржао два деспота. Деспотовина Мореја је била разорена, а Константинова браћа су постигла само један мали успех заробљавањем Турахановог сина Ахмеда у борби. Цар Константин XI је тада морао да се ослони на једине друге стране које су изразиле интерес да му помогну: Венецију, папу и краља Алфонса V од Арагона и Напуља. Иако је Венеција била спора са дејством, Млечани у Цариграду су реаговали одмах, не чекајући наређење када су Османлије потопиле њихове бродове. Млетачки баили у Цариграду Ђироламо Миното сазвао је хитан састанак са Млечанима у граду, коме су присуствовали и цар Константин XI и кардинал Исидор. Већина Млечана је гласала за останак у Цариграду и помоћ Византинцима у одбрани града, слажући се да ниједан венецијански брод не сме да напусти цариградску луку. Одлука локалних Млечана да остану и умру за град имала је знатно већи ефекат на млетачку владу од Константинових молби.
У фебруару 1453. дужд Фоскари је наредио припрему ратних бродова и регрутацију војске, који су у априлу требало да крену за Цариград. Дужд Фоскари је послао писма папи Николи V, краљу Алфонсу V од Арагона и Напуља, угарском краљу Ладиславу V и цару Светог римског царства Фридриху III да их обавести да ће, уколико западно хришћанство не реагује, Константинопољ пасти у руке Османлија. Иако је повећање дипломатске активности било импресивно, дошло је прекасно да се спасе Константинопољ: опремање и финансирање заједничке папско-млетачке армаде трајало је дуже него што се очекивало, Млечани су погрешно проценили колико су времена имали, а порукама је требало најмање месец дана да путују од Цариграда до Венеције. Цар Константин XI се и даље надао помоћи и послао је још писама почетком 1453. године, Венецији и краљу Алфонсу V, тражећи не само војнике већ и храну јер је његов народ почео да пати од османске блокаде града. Краљ Алфонсо V је одговорио на његову молбу тако што је брзо послао брод са намирницама.
Међутим сукоби су се наставили, а додатно је напетост у граду повећало покретање османских топова са новоизграђене тврђаве Румелијског хисара који су у новембру потопили један млетачки брод који је одбио да стане и плати царину султану. Ово потапање је покренуло владаре на Западу, али и поред тога скоро да никаква помоћ није стигла у блокирани град, а прилике на Западу најбоље илуструје реакција светог римског цара Фридриха III (1440—1493), који је на извештаје о збивањима око Цариграда, одреаговао у стилу типичног салонског крсташа пославши султану Мехмеду II писмо у коме му је запретио да ће га уједињени хришћани напасти ако не поруши Румелијски хисар и прекине блокаду Цариграда. За то време цар Константин XI је покушао на све начине да ојача одбрану града. Са тим циљем је 12. децембра у цркви Божанске Мудрости дозволио кардиналу Исидору да прогласи званично Фирентинску унију, том приликом кардинал Исидор је одржао католичку литургију (мису) у молитви је поменуо имена папе Николе V и патријарха Гргура III. Присуствовао је цар Константин XI и чланови његовог двора, као и велики број грађана града (кардинал Исидор је навео да су сви његови становници присуствовали церемонији). Потом је са њим присуствовао састанку на коме заједница Млечана у граду предвођена Ђироламом Минотом одлучила да остане у граду и помогне његову одбрану, дозволивши неколицини да напусти град под условом да плате казну од 3.000 дуката. Поред тога он је са околних острва успео да допреми још нешто залиха хране, али је услед недостатка средстава морао да одбије понуду угарског инжењера Урбана, који је направио топове Румелијском хисару, о изградњи неколико топова који би помогли одбрану. Урбан је након тога отишао код султана Мехмеда II који му је платио дупло већу своту од тражене. Завршни чин припреме за одбрану био је долазак  — познатог војника познатог по својој вештини у опсадном рату — Ђованија Ђустинијанија Лонга у Цариград 29. јануара 1453. године са 700 војника, коме је као искусном војнику цар Константин XI поверио команду над одбраном, ова значајна помоћ упућена је из Ђенове.  Неки од градског становништва Ђенове такође су помагали Византинцима. Ђустинијани је добио чин протостратора и обећано му је острво Лемнос као награду (иако је то острво већ било обећано краљу Алфонсу V од Арагона и Напуља, ако притекне у помоћ граду).  Лука Нотарас је добио команду над зидовима дуж морских зидина Златног Рога, а различити синови породица Палеолог и Кантакузин су постављени на друге положаје. Многи страни становници града, посебно Млечани, понудили су своју помоћ. Цар Константин XI их је замолио да ограде зидине како би показали Османлијама са колико бранилаца ће се суочити. Када су Млечани понудили своју услугу да чувају четири градске копнене капије, цар Константин XI је прихватио и поверио им кључеве. Поред ограничене западне помоћи, Орхан Челеби, османски претендент који је држан као талац у граду, и његова значајна пратња османских трупа, такође су помагали у одбрани града.
Прве османске снаге појавиле су се пред градом 2. априла са чиме је отпочела опсада града. Султан Мехмед II је 5. априла стигао на чело своје војске и улогорио се у домету гађања градске капије Светог Романа. Бомбардовање градских зидина почело је скоро одмах 6. априла. Већина процена броја војника који су бранили цариградске зидине 1453. године кретали су се од 6.000 до 8.500, од чега су 5.000–6.000 били Грци, од којих су већина били необучени војници градска стража. Додатних 1.000 византијских војника је задржано као резерва унутар града. Мехмедова војска је бројчано надмашила хришћанске браниоце; његове снаге су могле бити чак 80.000 људи, укључујући око 5.000 елитних јањичара. Чак ни тада пад Цариграда није био неизбежан; јачина зидина чинила је османску бројчану предност у почетку ирелевантном, а под другим околностима, Византинци и њихови савезници су могли да опстану док помоћ није стигла. Османска употреба топова је интензивирала и знатно убрзала опсаду.

## Пад Цариграда

### Опсада
Османска флота је покушала да уђе у Златни рог док је султан Мехмед II почео да бомбардује копнене зидине Константинопоља. Предвиђајући ову могућност, цар Константин XI јепоставио масивни ланац преко Златног рога који је спречио пролазак флоте. Ланац је само привремено склоњен неколико дана након што је опсада почела како би омогућили пролаз три ђеновљанска брода које је послало папство и великом броду са храном који је послао краљ Алфонсо V од Арагона и Напуља. Долазак ових бродова 20. априла, и неуспех Османлија да их зауставе, представљао је значајну победу за хришћане и значајно је подигао њихов морал. Бродови, са војницима, оружјем и залихама, непримећено су прошли поред Мехмедових извиђача дуж Босфора. Султан Мехмед II је наредио свом адмиралу Сулејману Балтоглуу да по сваку цену зароби бродове и њихову посаду. Када је почела поморска битка између мањих османских бродова и великих западних бродова, султан Мехмед II је на свом коњу ушао у воду да би Балтоглуу узвикивао бескорисне поморске команде, који се претварао да их не чује. Балтоглу је повукао мање бродове како би неколико великих османских бродова могло да пуца на западне бродове, али су османски топови били прениски да би оштетили посаду и палубе, а њихови пуцњи су били премали да би озбиљно оштетили трупове. Када је сунце зашло, ветар се изненада вратио и бродови су прошли кроз османску блокаду, уз помоћ три млетачка брода која су испловила у сусрет и покрила их.
Морски зидови били су слабији од копнених зидина Константинопоља, и султан Мехмед II је био одлучан да своју флоту уведе у Златни рог; требао му је неки начин да заобиђе Константинов ланац. Дана 23. априла, браниоци Константинопоља су приметили да је османска флота успела да уђе у Златни рог тако што је превучена преко масивног низа дебала, изграђених по Мехмедовом наређењу, преко брда иза Галате, ђеновешке колоније на супротној страни Златног рога. Иако су Млечани покушали да нападну бродове и запале их, њихов покушај је био неуспешан.
Како је опсада напредовала, постајало је све јасније да снаге које бране град неће бити довољне да попуне и морске и копнене зидине.  Османлије су непрекидно бомбардовале спољне зидине града и на крају отвориле мали отвор који је разоткрио унутрашњу одбрану. Цар Константин XI је постајао све забринутији. Слао је поруке у којима је молио султана Мехмеда II да се повуче, обећавајући да ће плаћати колико год жели данак, али султан Мехмед II је био одлучан да заузме град. Султан Мехмед II је наводно одговорио:
Или ћу ја заузети овај град, или ће град узети мене, живог или мртвог. Ако признате пораз и повучете се у миру, даћу вам Пелопонез и друге провинције за вашу браћу и бићемо пријатељи. Ако будете упорни да ми ускратите миран улазак у град, ја ћу насилно ући и побићу вас и све ваше племиће; а ја ћу поклати све преживеле и дозволити својим трупама да пљачкају по вољи. Град је све што желим, чак и ако је празан".
За цара Константина XI је идеја о напуштању Цариграда била незамислива. Није се потрудио да одговори на султанов предлог. Неколико дана након што је цару Константину XI понудио прилику да се преда, султан Мехмед II је послао новог гласника да се обрати грађанима Константинопоља, молећи их да се предају и спасу себе од смрти или ропства. Султан Мехмед II их је обавестио да ће их пустити да живе као и до сада, у замену за годишњи данак, или ће им дозволити да напусте град неповређени са својим стварима. Неки од Константинових пратилаца и саветника су га молили да побегне из града, уместо да погине у његовој одбрани: ако побегне неповређен, цар Константин XI би могао да успостави царство у изгнанству у Мореји или негде другде и да настави рат против Османлија. Цар Константин XI није прихватао њихове идеје; одбио је да буде упамћен као цар који је побегао. Према каснијим хроничарима, Константинов одговор на идеју бекства био је следећи:
"Не дај Боже да живим као Цар без Империје. Ако мој град буде падо, ја ћу пасти с њим. Ко хоће да побегне, нека се спасе ако може, а ко је спреман да се суочи са смрћу, нека иде за мном".
Константин је затим послао одговор султану, последње писмо између византијског цара Константина XI Палеолога и османског султана Мехмеда II Османоглуа:
Што се тиче предаје града вама, не одлучујем ја нити било ко други од његових грађана; јер смо сви ми донели заједничку одлуку да умремо својом вољом, без обзира на наше животе.
Једина нада која је храбрила грађане била је вест да је млетачка флота на путу да помогне Цариграду. Када се млетачки извиђачки брод који се провукао кроз османску блокаду вратио у град и јавио да нису виђене снаге за помоћ, било је јасно да ће оно мало снага које су се окупиле у Цариграду морати да се боре против османске војске саме. Вест да их је цео хришћански свет изгледа напустио узнемирила је неке од бранилаца Млечана и Ђеновљана и међу њима је избила међусобна борба, приморавајући цара Константина XI да их подсети да сви имају заједничког непријатеља. Цар Константин XI је решио да себе и град преда на милост Христову; ако би град пао, то би била воља Божија.
Током скоро два месеца сталних борби цар Константин XI је и сам активно уз Ђустинијанија учествовао у првим борбеним редовима одбијајући нападе на град. Султан Мехмед II му је понудио да преда град и повуче се у Мистру, што је цар Константин XI одбио. Исто тако је одбио и предлоге својих саветника да напусти град и отплови на запад у покушају да покрене нови крсташки поход. Током опсаде цар Константин XI се бавио и унутрашњим приликама у самом граду у коме је завладала глад услед несташице хране. Због тога је он организовао равномерну дистрибуцију преосталих залиха, али и прикупљање златног и сребрног посуђа и накита којим би биле плаћене како трупе, тако и храна на црном тржишту, обећавши притом црквама и појединцима да ће им када опасност прође вредност одузетих предмета бити вишеструко исплаћена.

### Последњи дани и последњи јуриш
Византинци су уочили чудне и злослутне знаке у данима који су претходили коначном османском нападу на град. Дана 22. маја, било је помрачење Месеца у трајању од три сата, што је подсећало на пророчанство да ће Константинопољ пасти када месец буде у опадању. Да би охрабрио браниоце, цар Константин XI је наредио да се икона Пресвете Богородице Марије, заштитнице града, носи у литији улицама града. Литија је прекинута када је икона склизнула из оквира и затим је почела олуја праћена кишом и градом. Извођење литије следећег дана било је немогуће јер је град захватила густа магла.
Османлије су 26. маја одржале ратни савет. Чандарли Халил-паша, који је веровао да је западна војна помоћ граду неизбежна, саветовао је султана Мехмеда II да направи компромис са Византинцима и да се повуче, док је Заган-паша, војни официр, подстицао султана Мехмеда II да настави и истакао да је краљ Александар Велики освојио скоро цео познати свет када је био млад. Можда знајући да ће подржати последњи јуриш, султан Мехмед II је наредио паши Загану да обиђе логор и прикупи мишљење војника. Увече 26. маја, куполу цркве Божанске Мудрости осветлио је чудан и мистериозан светлосни феномен, који су Османлије приметиле и из свог логора ван града. Османлије су то виделе као велики знак за своју победу, а Византинци су то видели као знак предстојеће пропасти. 28. мај је био миран, пошто је султан Мехмед II наредио дан одмора пре свог коначног напада. На улицама су се молили грађани који нису били ангажовани на поправци рушевних зидова или њиховом попуњавању. По Константиновом наређењу, уз зидине су ношене иконе и мошти из свих манастира и цркава у граду. И католици и православни браниоци придружили су се молитвама и химнама, а цар Константин XI је сам предводио процесију. Ђустинијани је послао поруку Луки Нотарасу у којој тражи да се Нотарасова артиљерија доведе за одбрану копнених зидина, што је Нотарас одбио. Ђустинијани је оптужио Нотараса за издају и скоро су се потукли пре него што је цар Константин XI интервенисао.
Увече, маса jе прешла у цркву Свете Софије, а православни и католички хришћани су се заједно молили, страх од предстојеће пропасти учинио је више да их уједини него што су сабори икада могли. Присуствовао је кардинал Исидор, као и цар Константин XI. Цар Константин XI се молио и тражио опроштај и отпуштење грехова од свих тамошњих епископа пре него што се причестио у олтару цркве. Цар Константин XI је тада изашао из цркве, отишао у царску палату и тамо замолио своје укућане за опроштај и опростио се од њих пре него што је поново нестао у ноћи, да би извршио последњи преглед војника који су се налазили на градским зидинама.
Без упозорења, Османлије су започеле свој последњи напад у раним сатима 29. маја. Служба у храму Божанске Премудрости је прекинута, јер су борбени људи јурили на зидине да бране град, а други мушкарци и жене помагали су додељењима војске стационираним у граду. Таласи Мехмедових трупа јуришали су на копнене зидине Константинопоља, ударајући у најслабији део више од два сата. Упркос немилосрдном нападу, одбрана, коју је предводио Ђустинијани и коју је подржавао цар Константин XI, остала је чврста. После шест сати борбе, непосредно пре изласка сунца, Ђустинијани је смртно рањен. Цар Константин XI је молио Ђустинијанија да остане и настави борбу, наводно говорећи:
"Брате мој, бори се храбро. Не напуштај нас у невољи својој. Од вас зависи спас Града. Врати се на свој положај. Где ћеш отићи?"
Ђустинијани је, међутим, био преслаб, па су га телохранитељи однели у луку и побегао је из града на ђеновљанском броду. Ђеновљанске трупе су се поколебале када су виделе да их њихов командант напушта, и иако су се византијски браниоци борили даље, Османлије су убрзо преузеле контролу и над спољним и унутрашњим зидовима. Педесетак османских војника је прошло кроз једну од капија, Керкопорту, и били су први од непријатеља који су ушли у Цариград; капија је била откључана и отворена, венецијанска посада која је чувала капију након забаве претходне ноћи заборавила је да закључа капију. Попевши се на кулу изнад Керкопорте, успели су да подигну османску заставу изнад зида. Османлије су јуришале кроз зид и многи од бранилаца су се успаничили без могућности да побегну. Цариград је пао. Ђустинијани је преминуо од задобијених рана на путу кући. Лука Нотарас је у почетку био ухваћен жив пре него што је погубљен убрзо након тога. Кардинал Исидор се прерушио у роба и побегао преко Златног рога у Галату. Орхан, Мехмедов рођак, у покушају бекства прерушио се у монаха, али је идентификован и убијен.
Завршни османлијски напад отпочео је у рану зору 29. маја. Браниоци су успели да одбију прва два таласа нападача и практично су одбили и трећи последњи који су чиниле елитне османске јединице јаничари, када је неколико њихових војника успело да се увуче у град кроз Керкопорту (једну од капија на бедемима) и извије османски барјак на кули над њом. Константинови људи су успели да их елиминишу и уклоне барјак, али је у међувремену Ђустинијани тешко рањен и без обзира на пређашњи договор да се нико неће повући у град без обзира на све и Константинове молбе да се не повлачи у том тренутку, он је наредио својим људима да га однесу у град. Његови саборци су његово одношење у град протумачили као знак за повлачење и они су се повукли у унутрашњост градских бедема. Овакав распад линија одбране искористили су јаничари који су поново јурнули на ослабљене браниоце пробијајући њихове линије.
У пратњи:
- дон Франсиска де Толеда (који је тврдио да је царев рођак)
- Теофила Палеолога (свог синовца)
- Јована Далмата

Константин је покушао да окупи преостале браниоце око капије кроз коју је рањени Ђустинијани унет у град. Пошто је постало јасно да битка изгубљена и да је град пао, Теофил је јурнуо ка редовима јаничара. Сам Константин је одбацио са себе све знаке царског достојанства (пурпурни (порфирни) плашт...), осим пурпурних чизама и издаје последњу наредбу за јуриш. Сматра се да је Константин Драгаш погинуо у борбама код Романове капије, као обичан војник
Тело цара Константина XI  Палеолога Драгаша никад није нађено, што је допринело стварању мита о његовом лику. Иако је после преузимања града истакнуто тело које је наводно било његово, многи су још онда оспорили да је оно припадало последњем византијском цару, због чега се и сматра да се не зна где тачно почива. Постоји и легенда која каже да он спава под Златном капијом и да ће се пробудити када хришћани буду ослобађали Цариград. Тада ће на челу хришћанске војске ући у град кроз Златну капију, која је заправо славолук некадашњег Константиновог Новог Рима. О томе колико се у ову легенду веровало говори и чињеница да су многи османски султани и велики везири држали зазидану Златну капију, не би ли спречили његов улазак у град.

### Смрт
Цар Константин XI је умро на дан пада Константинопоља. Није било познатих преживелих очевидаца цареве смрти и нико из његове пратње није преживео да понуди било какав веродостојан извештај о његовој смрти. Грчки историчар Михаил Критовул, који је касније радио у служби султана Мехмеда II, писао је да је цар Константин XI погинуо у борби против Османлија. Каснији грчки историчари прихватили су Критовулов извештај, никада не сумњајући да је цар Константин XI умро као херој и мученик, што је идеја која никада није озбиљно доведена у питање у свету грчког говорног подручја. Иако ниједан од аутора није био очевидац, велика већина оних који су писали о паду Константинопоља, и хришћани и муслимани, слажу се да је цар Константин XI погинуо у бици, а само три извештаја тврде да је цар Константин XI побегао из града. Такође се чини вероватним да је његово тело касније пронађено и обезглављено. Према Критовулу, последње Константинове речи пре него што је јурнуо на Османлије биле су „град је пао, а ја сам још жив“. Било је и других супротстављених савремених извештаја о Константиновој смрти. Леонард са Хиоса, кога су Османлије заробили, али је касније успео да побегне, писао је да када је Ђустинијани побегао из битке, Константинова храброст га је изневерила и да је цар молио своје младе официре да га убију како га Османлије не би ухватиле живог. Ниједан од војника није био довољно храбар да убије цара и када су се Османлије пробили, цар Константин XI је пао у борби која је уследила, да би накратко устао пре него што је поново пао и био згажен. Венецијански лекар Николо Барбаро, који је присуствовао опсади, писао је да нико не зна да ли је цар Константин XI Палеолог умро или је побегао из града жив, напомињући да једни кажу да је његов леш виђен међу мртвима, док други тврде да се обесио чим су Османлије пробили капију Светог Романа. Кардинал Исидор је писао, као и Критовул, да је цар Константин XI погинуо борећи се на капији Светог Романа. Кардинал Исидор је додао и да је чуо да су Османлије пронашли његово тело, одсекли му главу и предали га султану Мехмеду II, који се одушевио и обасуо главу увредама пре него што га је однео са собом у Адријанопољ као трофеј. Јакопо Тедалди, трговац из Фиренце који је учествовао у последњој борби, написао је да „неки кажу да му је глава одсечена, други да је погинуо у борби на капији. Обе приче могу бити истините“.
Сви османски извештаји о Константиновој смрти слажу се да је цар Константин XI Палеолог Драгаш био обезглављен. Турсун бег, који је учествовао у склопуо Мехмедове војске у бици, написао је мање херојски извештај о Константиновој смрти од хришћанских аутора. Према бегу Турсуну, цар Константин XI се успаничио и побегао, крећући се према луци у нади да ће пронаћи брод да побегне из града. На путу до тамо наишао је на групу турских војника и након што је напао и умало убио једног од њих, био је обезглављен. Каснији извештај османског историчара Ибн Кемала сличан је Турсуновом извештају, али наводи да је цару Константину XI главу одсекао џиновски војник, који га је убио не знајући ко је он. Никола Сагундино, Млечанин који је некада био заробљеник Османлија након њиховог освајања Солуна деценијама пре тога, дао је извештај о Константиновој смрти краљу Алфонсу V од Арагона и Напуља 1454. године, јер је веровао да је царева судбина „заслужила да буде забележена и памћена за сва времена“. Сагундино је изјавио да иако је Ђустинијани преклињао цара Константина XI Палеолога да побегне пошто је био однесен након што је рањен на бојном пољу, цар Константин XI је то одбио и више је волео да умре са својом империјом. Цар Константин XI је отишао тамо где се чинило да је борба била најжешћа и, пошто не би било достојно да буде ухваћен жив, преклињао је своје официре да га убију. Када нико од њих није послушао његову заповест, цар Константин XI је бацио своје царске ознаке, да се не би разликовао од осталих војника, и нестао у сукобу са мачем у руци. Према једном извору, када је султан Мехмед II желео да му се доведе поражени цар Константин XI, речено му је да је прекасно јер је цар Константин XI Палеолог Драгаш мртав. Извршена је потрага за телом, а када је пронађено, царева глава је одсечена и пронешена кроз Цариград пре него што је послата на поклон египатском султану, заједно са двадесет заробљених жена и четрдесет заробљених мушкараца.

## Бесмртни цар
Цара Константина XI Палеолога Драгаша је чињеница да је био последњи византијски цар, као и његово држање током опсаде Царице свих Градова претворило у митску личност односно у Бесмртног Цара, како га назива Никол. За његову личност су везане многе легенде, а данас је најпознатија она о Мермерном цару према којој цар Константин XI приликом последњег јуриша није погинуо, већ да га је смрти спасао анђео који га је успавао и претворио у мермерну статуу. Потом га је анђео сместио у пећину која се налази под Златном капијом да ту спава и чека да хришћани ослободе Цариград, када ће се пробудити и предводити их у завршној борби, после чега ће ући у град кроз Златну капију, капију кроз коју су византијски цареви тријумфално улазили у град. Сама Златна капија је првобитно била римски тријумфални лук који је око 390. године подигао цар Теодосије I (379—395), а касније је са ширењем градских бедема претворена у капију и уклопљена у њих. Због ове легенде су многи османски султани држали зазидану Златну капију.
Међутим још током његовог живота, као и непосредно након његове погибије његова личност је постала отелотворење многих пророчанстава из давнина, а о снази веровања у њих најбоље говори да је неке од њих записао и сам васељенски патријарх и Константинов савременик Генадије II Сколарије.
Најстарије пророчанство везано за цара Константина XI забележио је Ћиријако из Анконе, иако се сматрало да га је изрекла чувена Питија из Делфа у доба Ксерксове (485—465) инвазије на Грчку, а везано је за обнову Хексамилеона. Пророчанство је говорило да ће на коринтском земљоузу бити подигнута четири бедема, од којих ће прва три пасти под налетима страних војски, док ће се четврти показати као последња и највећа препрека непријатеља Грка и да ће они бити потучени када бор падне на земљу и из њега избије крв, а онај који буде подигао тај четврти бедем биће рођен под срећном звездом. Када је цар Константин XI 1444. године обновио Хексамилеон многи су сматрали да ће се пророчанство обистинити, јер су се претходна три бедема односили на оне који су подигли цар Теодосије II (408—450), царЈустинијан I (527—565) и цар Манојло II. Међутим врло брзо након његове градње, Османлије су га 1446. године пробиле и сравниле са земљом. Борови су били натопљени крвљу, али се пророчанство показало погрешним.
Први васељенски патријарх под Османлијама Генадије II Схоларије, је у својим делима 1459. године забележио неколико старих пророчанстава и чудних коинциденција. Прво предање је било везано за оснивање самог Цариграда који је основао свети цар Константин I Велики (306—337) чија се мајка звала света царица Јелена и говорило се да ће Град пасти када њиме буде владао Константин чија се мајка буде звала Јелена, што се и десило пошто је мајка цара Константина XI била српска принцеза Јелена Драгаш, а између њих двојице мајка ниједног другог цара Константина се није звала Јелена. Треба исто тако имати у виду и да се и последњи византијски цар током крсташког заузећа Цариграда 1204. године, такође звао Константин (Ласкарис). Додуше он је само био проглашен за цара у последњим тренуцима завршне битке и није био званично овенчан на церемонији, али је и сам цар Константин XI Палеолог Драгаш само био у Мистри проглашен за цара и никада није званично овенчан

## Заоставштина

### Историографија
Константинова смрт означила је крај Византијског царства, институције која води порекло од Константинопоља када је цар Константин I Велики основао Константинопољ као нову престоницу Римског царства 330. године. Чак и када је њихово царство постепено постајало све ограниченије само на земље које говоре грчки, људи Византијског царства су стално тврдили да су они били  Romaioi(Ромеји), а не Hellenes (Грци); као таква, Константинова смрт је такође означила крај лозе римских царева коју је започео Октавијан Август 1.480 година раније. Константинова смрт и пад Константинопоља такође су означили право рођење Османског царства, које је доминирало великим делом источног Медитерана до његовог пада 1922. године. Освајање Константинопоља је било сан исламских војски још од VIII века, а кроз његово поседовање, султан Мехмед II и његови наследници су тврдили да су наследници римских царева.
Нема доказа да је цар Константин XI икада одбацио омражену унију цркава постигнуту у Фиренци 1439. године, након што је потрошио много енергије да је оствари. Многи његови поданици су га док је био жив сматрали за  издајника и јеретика и он је, као и многи његови претходници пре њега, умро у заједници са Римском црквом. Ипак, Константинови поступци током пада Цариграда и његове смрти у борби против Турака искупили су популарно виђење њега. Грци су заборавили или игнорисали да је цар Константин XI умро као „јеретик“, а многи су га сматрали мучеником. У очима православне цркве, Константинова смрт га је осветила и он је умро као херој. У Атини, модерној престоници Грчке, налазе се две Константинове статуе: колосални споменик који приказује цара на коњу на обали Палајо Фалиро, и мања статуа на градском катедралном тргу, која приказује цара пешице са исуканим мачем. Нема статуа царева попут цара Василија II или цара Алексија I Комнина, који су били знатно успешнији и умрли природном смрћу после дуге и славне владавине.
Научни радови о цару Константину XI и паду Цариграда имају тенденцију да прикажу цара Константина XI, његове саветнике и пратиоце као жртве догађаја који су окруживали пад града. Три су главна дела која се баве царем Константином XI и његовим животом: најраније је  Чедомиља Мијатовића „Константин Палеолог (1448–1453)" или "Турско освајање Цариграда (1892)", написано у време када су расле тензије између релативно нове Краљевине Грчке и Османског царства. Чинило се да је рат неминован и Мијатовићево дело је требало да послужи као пропаганда за грчку ствар, приказујући цара Константина XI као трагичну жртву догађаја на које није могао да утиче. Текст је посвећен младом принцу Константину, истог имена као и стари цар и наследник грчког престола, а у предговору се наводи да „Цариград ускоро може поново променити господаре“, алудирајући на могућност да би Грчка могла освојити антички град.
Друго велико дело о цару Константину XI, "Пад Константинопоља 1453" (1965) Стивена Рансимана, такође карактерише цара Константина XI кроз пад Константинопоља, приказујући цара Константина XI као трагичну личност која је учинила све да спасе своје царство од Османлија. Међутим, Рансиман делимично криви цара Константина XI што је антагонизирао султана Мехмеда II својим претњама које се тичу Орхана. Треће велико дело,  Доналда Никола, "Бесмртни цар: Живот и легенда Константина Палеолога, последњег цара Римљана" (1992), испитује цео Константинов живот и анализира искушења и невоље са којима се суочавао не само као цар, већ и као деспот Мореје. Николов рад ставља знатно мањи нагласак на важност појединаца него претходна дела, иако је  цар Константин XI поново приказан као углавном трагична фигура.
Мање позитивну оцену о цару Константину XI дао је Мариос Филипид у делу "Константин XI Драгаш Палеолог (1404–1453): Последњи цар Византије". Филипид не види никакве доказе да је цар Константин XI био велики државник или велики војник. 2019.. Иако је цар Константин XI Палеолог имао визије за своју владавину, Филипид га сматра дипломатски неефикасним и неспособним да инспирише подршку свог народа да постигне своје циљеве. Филипид је веома критичан према Николовом "Бесмртном цару", који сматра неуравнотеженим. Филипид у својој књизи истиче да је Константиново поновно освајање Мореје од Латина углавном постигнуто браковима, а не војним победама. Иако се велики део Филипидовог рада ослања на примарне изворе, неке од његових негативних оцена изгледају спекулативно; он сугерише да су Константинови походи на Мореју учинили полуострво „лакшим пленом за Турке“, нешто што се не може поткрепити стварним догађајима који су се одиграли.

### Легенде о Константиновој породици
Константинова два брака била су кратка и иако је покушао да нађе трећу жену пре пада Константинопоља, умро је неожењен и без деце. Његови најближи преживели рођаци били су његова преживела браћа у Мореји: деспот Тома и деспот Димитрије. Упркос томе, постојала је упорна прича да је цар Константин XI оставио удовицу и неколико ћерки. Најранији документовани доказ о овој идеји налази се у писму Енеја Силвија (будућег папе Пија II) папи Николи V, од јула 1453. године. У Енејиној "Космографији" (1456–1457), прича је разрађена: султан Мехмед II је наводно оскрнавио и убио царицу и Константинове кћери у прославама након своје победе. Енеја је такође писао о замишљеном Константиновом сину који је побегао у Галату, преко Златног рога. Прича о Константиновој жени и кћери је можда даље пропагирана кроз ширење руске приче из касног XV века под називом "Прича о заузимању Царграда", где се појављује сличан извештај. Француски хроничар из XVI века Матје д'Ескуши писао је да је султан Мехмед II силовао царицу у храму Божанске Премудрости, а затим је затворио у свој харем.
Прича о наводној Константиновој породици преживела је у модерном грчком фолклору. Једна прича, која се ширила све до XX века, била је да је Константинова наводна царица била у шестом месецу трудноће у време пада Константинопоља и да јој се родио син док је султан Мехмед II ратовао на северу. Царица је одгајала дечака, и иако је у младости био добро упућен у хришћанску веру и грчки језик, он се као одрасла особа окренуо исламу и на крају и сам постао султан, што је значило да су сви османски султани после њега били Константинови потомци. Иако су околности потпуно измишљене, прича може садржати делић истине; унук Константиновог брата деспота Томе, Андреј Палеолог, живео је у Цариграду у XVI веку, прешао на ислам и служио као османски дворски службеник.
Друга позна народна прича говорила је да се Константинова царица после Мехмедове победе затворила у царску палату. Након што Османлије нису успеле да јој разбију барикаде и уђу у палату, султан Мехмед II је морао да пристане да јој да три уступка: да сви новчићи које су султани ковали у граду носе имена Константинопоља или Константина, да ће постојати улица резервисана само за Грке и да се тела мртвих хришћана сахрањују по хришћанском обичају.

### Књижевна дела
Пад Цариграда шокирао је хришћане широм Европе. У православном хришћанству, Константинопољ и црква Свете Софије постали су симболи изгубљене величине. У руској причи о Нестору Искандеру, оснивање Константинопоља (Новог Рима) од стране светог цара Константина I Великог и његов губитак под царем са истим именом није виђено као случајност, већ као испуњење судбине града, као што је Стари Рим основао краљ Ромул и изгубио га цар Ромул Августул.
Андроник Калист, истакнути грчки научник из XV века и византијски избеглица у Италију, написао је текст под насловом Монодија у коме се жали за падом Константинопоља и оплакује цара Константина XI Палеолога, кога назива „владаром проницљивијим од Темистокла, течнији од Нестора, мудрији од Кира, праведнији од Радаманта и храбрији од Херакла“.
Дуга грчка песма "Освајање града" из 1453. године, неизвесног ауторства, оплакује Константинову лошу срећу, за коју аутор криви Константиново непромишљено уништавање Кларенце (укључујући њене цркве) 1420-их. Према аутору, све остале Константинове недаће — рушење Хексамилионског зида, смрт његовог брата цара Јована VIII и пад Цариграда — биле су последица онога што се догодило у Кларенци. Чак ни тада, цар Константин XI није био крив за пад Цариграда: учинио је шта је могао и на крају се уздао у помоћ Западне Европе која никада није стигла. Песма се закључује да људи кажу да је цар Константин XI умро од свог мача, а завршава се личним обраћањем мртвом цару:
"Реци ми, где те наћи? Јеси ли жив, или си умро од свог мача? Победнички султан Мехмед је тражио међу одсеченим главама и лешевима, али те никада није нашао... Има оних који кажу да си сакривен под свемогућом десницом Господњом. Да си заиста жив, а не мртав".

### Мермерни цар
У "Историји" византијског историчара Лаоника Халкокондила из XV века, Халкокондил је завршио свој приказ византијске историје са надом у време када ће хришћански цар поново владати Грцима. У касном XV веку, међу Грцима је настала легенда да цар Константин XI заправо није умро, већ само спава и чекао позив са неба да дође и спасе свој народ. Ова легенда је на крају постала легенда о „мермерном цару“ (грчки: Marmaromenos Vasilefs, буквално „Цар/краљ се претворио у мермер“). Цар Константин XI Палеолог, херој последњих хришћанских дана Цариграда, није умро, већ је спашен, претворен у мермер и овековечен од анђела неколико тренутака пре него што су га Османлије убиле. Анђео га је затим сакрио у тајну пећину испод Златне капије Константинопоља (куда су у прошлости марширали цареви током тријумфа), где он чека позив анђела да се пробуди и поново заузме град. Турци су касније зазидали Златну капију, што је објашњено причом као мера предострожности против Константиновог евентуалног васкрсења: када Бог да да се Константинопољ обнови, анђео ће сићи са неба, васкрснути цара Константина XI, дати му мач који је употребио у последњој бици и цар Константин XI ће тада умарширати у свој град и обновити своје царство, протераће Турке далеко до „црвене јабуке“, њихове легендарне домовине. По предању, Константиново васкрсење биће најављено риком великог вола.
Прича се може видети приказана у низу од седамнаест минијатура у хроници из 1590. године, критског историчара и сликара Георгиоса Клонцаса. Клонцасове минијатуре приказују цара Константина XI како спава испод Цариграда и чува га анђел, како бива још једном крунисан у храму Божанске Премудрости, како улази у царску палату и потом води низ битака против Турака. После својих неизбежних победа, цар Константин XI се моли у Цезареји (Кајсери), маршира на Палестину и тријумфално се враћа у Цариград пре него што је ушао у Јерусалим. У Јерусалиму, цар Константин XI полаже своју круну и Истински крст у Цркву Гроба Господњег и коначно путује на Голготу, где умире, а његова мисија је завршена. У последњој минијатури, цар Константин XI је сахрањен у храму Гроба Господњег.
Године 1625., Томас Ро, енглески дипломата, затражио је дозволу од османске владе да уклони део камења са зазиданe Златнe капијe и пошаље их свом пријатељу Џорџу Вилерс, првом војводи од Бакингема, који је сакупљао антиквитете. Роеу је одбијена дозвола и приметио је да су Турци имали неку врсту сујеверног страха од капије, бележећи да су кипови које су Турци поставили на њу зачарани и да ће, ако буду уништени или скинути, град доћи до „велике измене“.
Пророчанство мраморног цара трајало је све до грчког рата за независност у XIX веку и даље. Подстакнуто је када је краљ Хелена, Ђорђе I, свом прворођеном сину и наследнику дао име Константин 1868. године. Његово име је одзвањало старим царевима, проглашавајући његово наследство не само новим грчким краљевима, већ и византијским царевима пре њих. Једном када је ступио на престо као краљ Константин I од Грчке, многи у Грчкој су га славили као Константина XII. Освајање Солуна од Турака од стране Константина I 1912. године, и његово вођство у Балканским ратовима 1912–1913. изгледало је као доказ да ће се пророчанство ускоро остварити; Веровало се да су Константинопољ и "црвена јабука" били следећи Константинови циљеви. Када је краљ Константин I био приморан да абдицира 1917. године, многи су веровали да је неправедно уклоњен пре него што је завршио своју свету судбину. Нада да ће се заузети Цариград неће бити потпуно изгубљена све до грчког пораза у грчко-турском рату 1922. године.

#### Пророчанства и легенде о паду Константинопоља
Поред легенде о "Мермерном цару", постоји још неколико пророчанстава и легенди о паду Константинопоља:
"Патријарх Генадије II Схоларије, први цариградски патријарх по паду Византије, сачинио је збирку хронолошки сређених запажања у којој преовладава схватање да је провиђење одиграло главну улогу у византијској катастрофи 1453. године. Записао је да је хришћанско царство Ромеја започело са светим царем Константином I Великим и његовом мајком светом царицом Јеленом, а и окончало се са светим царем Константином XI Палеологом и царицом Јеленом Драгаш (светом Хипомоном), трба напоменути да ниједном цару са именом Константин који је владао између цара Константина I Великог и цар Константина XI, мајка се није звала Јелена. Ту је неизбежна аналогија са старим Римом који је основао краљ Ромул, а последњи цар Западног Римског царстава (I Римско царство), био је цар Ромул Августул (457 - 476). За наследника Византијског царства (II Римског царства) прогласило се Руско царство (Москва - Трећи Рим), и овде можемо да уочимо интересантну аналогију, први цар Русије из династије Романов био је цар Михаил I, неки историчари сматрају да је након абдикације светог цара Николе II Романова, царска круна прешла на његовог брата цара Михаила II, што га чини последњим царем Русије.
У проналажењу даљих историјских симетрија патријарх Генадије II Схоларије примећује да се први епископ за време владавине цара Константина I звао Митрофан I (306/7 - 314), а то је било и име последњег патријарха Митрофана II (1440 - 1443) који се упокојио 1443. године. Његовог наследника патријарха Григорија III (1443 - 1450), који је 1450. године, отишао у Рим и тамо преминуо 1459. године, патријарх Генадије II Схоларије никада није признао. Између првог и последњег цариградског патријарха ниједан се није звао Митрофан.
Патријарх Генадије II Схоларије износи и давнашње пророчанство да ће Царство и црква дочекати крај када на њиховом челу се нађу личности чеија имена почињу са "Јо". Тако се и десило јер су у време склапања Фирентинске уније (1439. године), на челу државе  и цркве били цар Јован VIII Палеолог и патријарх Јосиф II Страцимировић (1416 - 1439).
Становници Цариград су се сетили старог пророчанства да град никада неће пасти у време док месец расте на небу. То је охрабрило браниоце , али почев 24. маја 1453. године, месец је био пун и након тога почео је да опада, што је изазвало мучну нелагоду браниоца. Штавише, у ноћи пуног месеца дошло је до помрачења и мрак је трајао три сата.
Онда је последња нада била упућена Пресветој Богородици која је у толико наврата сапсила Цариград од непријатељских војски. По заповеди цара Константина XI Палеолога чувену чудотворну икону Пресвете Богородице понели су током литије верници улицама града, а свако коме је било дозвољено да напусти бедеме придружио се свечаној церемонији. Међутим, инцидент који се ненадано збио могао је само још више да забрине ионако узбуђене и напете становнике престонице . Наиме, у једном тренутку икона је испала  из постоља на којем је ношена.  Унезверени људи су притрчали да  је изнова подигну, али им је то једва пошло за руком. Литија је настављена , али се онда на град сручила велика олуја са грмљавином, кишом и градом.  Улице су се зачас претвориле у набујале потоке, тако да је литија морала бити прекинута.
Нови дан је донео нова злокобна знамења. Одједном је читав град утонуо у густу маглу, што је била појава сасвим неуобичајена за месец мај. Образложење се свело на онеспокојавајући  закључак да се  Свевишњи обавио облаком како би прикрио свој одлазак из града светог цара Константина I Великог. Руски очевидац Нестор Искендер записује да су житеље Цариграда  обузели страх и трепет  јер су били уверени да их је напустио Свети дух.
Уноћи која је уследила могла се приметити нека чудна светлост како титра око кубета цркве Свете Софије и лагано се успиње ка позлаћеном крсту. Видели су је не само житељи Цариграда него и турски војници, па су се и они узнемирили. Султана Мехмеда II су његови учени људи умирили тумачењем да је то знак да ће знамениту богомољу "ускоро обасјати светлост праве вере". За Византинце није постојало тако утешно образложење.
У атмосфери у којој су преовладали стрепња и неспокој  десила су се један или два  лакша земљотреса,  а било је и неколико провала облака, што се све тумачило као знамење зле коби. Житељима престонице се све што се догађало чинило као наговештај рушења постојећег поретка и скорог краја света.
Уплашене житеље Цариграда , као можда последње надање м грејало је давнашње пророчанство које саопштава историчар Дука. Према њему,  Турци ће ући насилно у град и клати хришћане, али само до стуба цара Константина I Великог. На том месту ће сићи анђео који носи мач и дати га непознатом и сиромашном младићу уз речи: "Узми овај мач и освети народ Господов!" Турци ће почети да беже и хришћани ће их отерати не само из Цариграда него и из Мале Азије, све до граница са Персијом до места званог Монодендрион. Ток историјских догађаја јасно је показао да се ово пророчанство никада није обистинило."

### Регални број
Опште мишљење је да је Константин Палеолог био једанаести цар са тим именом. Због тога, он се обично назива Константином XI, при чему је 'XI' владарски број, који се у монархијама користи од средњег века за разликовање владара са истим именом на истом положају, који владају истом територијом. Регнални бројеви се никада нису користили у Римском царству и упркос порасту броја царева истог имена током средњег века, као што су многи цареви по имену Михаило, Лав, Јован или Константин, пракса никада није уведена у Византијском царству. Уместо тога, Византинци су користили надимке (на пример „Михаило Пијанац“, који сада има број Михаило III) или патрониме (на пример „Константин, син Манојлов“ уместо Константина XI) да би разликовали цареве истог имена. Модерно нумерисање византијских царева је чисто историографски изум, који су створили историчари почевши од Едварда Гибона у својој "Историји опадања и пада Римског царства" (1776–1789).
Пошто је име Константин повезивало цара Константина XI  са оснивачем Цариграда и првим хришћанским римским царем, светим Константином I Великим, име је било посебно популарно међу царевима. Док модерна историографија генерално препознаје једанаест царева по имену, старија дела повремено различито означавају Константина Палеолога. Гибон га је означио као Константина XIII након што је избројао два млађа цара - савладара, Константина Лакапина (савладар 924–945) и Константина Дуку (савладар 1074–1078 и 1081–1087). Савремени број, XI, установљен је објављивањем ревидираног издања "Историја позног царства почевши од Константина Великог" 1836. године. Рана нумизматичка дела (у вези са новчићима) обично су додељивала цару Константину Палеологу вишим бројевима будући да је постојао велики број новчића који су ковали и млађи цареви - савладари по имену Константин.
Постоји посебна конфузија у тачном броју Константина пошто постоје два различита римска цара која се обично означавају као Константин III: западни узурпатор Константин III ( 407–411) из раног V века и кратко владајући византијски Константин III (641) из VII века. Поред њих, цар који је данас познат као Констанс II (641–668) је заправо владао под именом Константин, а понекад се помиње и као Константин III. Тежак је случај Константина Ласкариса, који је можда био први, иако ефемерни, цар Никејске империје, једне од византијских држава наследница после Четвртог крсташког рата. Нејасно је да ли је Константин Ласкарис владао као цар или не и он се понекад рачуна као Константин XI, што би Константина Палеолога чинило Константином XII. Константин Ласкарис се понекад помиње као Константин (XI), док је Константин Палеолог означен као Константин XI (XII).
Свеобухватно рачунајући оне који су званично били признати као владари под именом Константин, укључујући и оне који су владали само номинално као савладари, али са врховном титулом, укупан број царева по имену Константин био би 18. Пребројавањем и нумерисањем свих досадашњих савладара са тим именом, укључујући Константина (син цара Лава V.), Константин (син цара Василија I), Константин Лакапин и Константин Дука, поред цара Констанса II, Константина Ласкариса и западног цара - узурпатора Константина III, Константин Палеолог би најприкладније био нумерисан као Константин VIII. Научници обично не рачунају цареве - савладаре јер је обим њихове владавине био углавном номинални и, осим ако касније нису наследили престо, нису имали независну врховну власт. Рачунајући западног цара - узурпатора Константина III, цара Констанса II и цара Константина Ласкариса — сви цареви који владају са врховном влашћу под именом Константин (иако је то упитно у Ласкарисовом случају) — број Константина Палеолога би био Константин XIV.

## Породично стабло
|  |                                  |  |  |  |  |  |  |  |  |  |  |  |  |  |  |  |
|  | 16. Михајло IX Палеолог          |  |  |  |  |  |  |  |  |  |  |  |  |  |  |  |
|  |                                  |  |  |  |  |  |  |  |  |  |  |  |  |  |  |  |
|  |                                  |  |  |  |  |  |  |  |  |  |  |  |  |  |  |  |
|  | 8. Андроник III Палеолог         |  |  |  |  |  |  |  |  |  |  |  |  |  |  |  |
|  |                                  |  |  |  |  |  |  |  |  |  |  |  |  |  |  |  |
|  |                                  |  |  |  |  |  |  |  |  |  |  |  |  |  |  |  |
|  | 17. Рита од Јерменије            |  |  |  |  |  |  |  |  |  |  |  |  |  |  |  |
|  |                                  |  |  |  |  |  |  |  |  |  |  |  |  |  |  |  |
|  |                                  |  |  |  |  |  |  |  |  |  |  |  |  |  |  |  |
|  | 4. Јован V Палеолог              |  |  |  |  |  |  |  |  |  |  |  |  |  |  |  |
|  |                                  |  |  |  |  |  |  |  |  |  |  |  |  |  |  |  |
|  |                                  |  |  |  |  |  |  |  |  |  |  |  |  |  |  |  |
|  | 18. Амедео V од Савоје           |  |  |  |  |  |  |  |  |  |  |  |  |  |  |  |
|  |                                  |  |  |  |  |  |  |  |  |  |  |  |  |  |  |  |
|  |                                  |  |  |  |  |  |  |  |  |  |  |  |  |  |  |  |
|  | 9. Ана од Савоје                 |  |  |  |  |  |  |  |  |  |  |  |  |  |  |  |
|  |                                  |  |  |  |  |  |  |  |  |  |  |  |  |  |  |  |
|  |                                  |  |  |  |  |  |  |  |  |  |  |  |  |  |  |  |
|  | 19. Марија од Брабанта           |  |  |  |  |  |  |  |  |  |  |  |  |  |  |  |
|  |                                  |  |  |  |  |  |  |  |  |  |  |  |  |  |  |  |
|  |                                  |  |  |  |  |  |  |  |  |  |  |  |  |  |  |  |
|  | 2. Манојло II Палеолог           |  |  |  |  |  |  |  |  |  |  |  |  |  |  |  |
|  |                                  |  |  |  |  |  |  |  |  |  |  |  |  |  |  |  |
|  |                                  |  |  |  |  |  |  |  |  |  |  |  |  |  |  |  |
|  | 20. Михајло Кантакузин           |  |  |  |  |  |  |  |  |  |  |  |  |  |  |  |
|  |                                  |  |  |  |  |  |  |  |  |  |  |  |  |  |  |  |
|  |                                  |  |  |  |  |  |  |  |  |  |  |  |  |  |  |  |
|  | 10. Јован VI Кантакузин          |  |  |  |  |  |  |  |  |  |  |  |  |  |  |  |
|  |                                  |  |  |  |  |  |  |  |  |  |  |  |  |  |  |  |
|  |                                  |  |  |  |  |  |  |  |  |  |  |  |  |  |  |  |
|  | 21. Теодора Палеолог Анђел       |  |  |  |  |  |  |  |  |  |  |  |  |  |  |  |
|  |                                  |  |  |  |  |  |  |  |  |  |  |  |  |  |  |  |
|  |                                  |  |  |  |  |  |  |  |  |  |  |  |  |  |  |  |
|  | 5. Јелена Кантакузин             |  |  |  |  |  |  |  |  |  |  |  |  |  |  |  |
|  |                                  |  |  |  |  |  |  |  |  |  |  |  |  |  |  |  |
|  |                                  |  |  |  |  |  |  |  |  |  |  |  |  |  |  |  |
|  | 22. Андроник Асен                |  |  |  |  |  |  |  |  |  |  |  |  |  |  |  |
|  |                                  |  |  |  |  |  |  |  |  |  |  |  |  |  |  |  |
|  |                                  |  |  |  |  |  |  |  |  |  |  |  |  |  |  |  |
|  | 11. Ирина Асен                   |  |  |  |  |  |  |  |  |  |  |  |  |  |  |  |
|  |                                  |  |  |  |  |  |  |  |  |  |  |  |  |  |  |  |
|  |                                  |  |  |  |  |  |  |  |  |  |  |  |  |  |  |  |
|  | 1. Константин XI Палеолог Драгаш |  |  |  |  |  |  |  |  |  |  |  |  |  |  |  |
|  |                                  |  |  |  |  |  |  |  |  |  |  |  |  |  |  |  |
|  |                                  |  |  |  |  |  |  |  |  |  |  |  |  |  |  |  |
|  | 12. Дејан Драгаш                 |  |  |  |  |  |  |  |  |  |  |  |  |  |  |  |
|  |                                  |  |  |  |  |  |  |  |  |  |  |  |  |  |  |  |
|  |                                  |  |  |  |  |  |  |  |  |  |  |  |  |  |  |  |
|  | 6. Константин Драгаш             |  |  |  |  |  |  |  |  |  |  |  |  |  |  |  |
|  |                                  |  |  |  |  |  |  |  |  |  |  |  |  |  |  |  |
|  |                                  |  |  |  |  |  |  |  |  |  |  |  |  |  |  |  |
|  | 26. Стефан Урош III Дечански     |  |  |  |  |  |  |  |  |  |  |  |  |  |  |  |
|  |                                  |  |  |  |  |  |  |  |  |  |  |  |  |  |  |  |
|  |                                  |  |  |  |  |  |  |  |  |  |  |  |  |  |  |  |
|  | 13. Теодора Немањић              |  |  |  |  |  |  |  |  |  |  |  |  |  |  |  |
|  |                                  |  |  |  |  |  |  |  |  |  |  |  |  |  |  |  |
|  |                                  |  |  |  |  |  |  |  |  |  |  |  |  |  |  |  |
|  | 27. Марија Палеолог              |  |  |  |  |  |  |  |  |  |  |  |  |  |  |  |
|  |                                  |  |  |  |  |  |  |  |  |  |  |  |  |  |  |  |
|  |                                  |  |  |  |  |  |  |  |  |  |  |  |  |  |  |  |
|  | 3. Јелена Драгаш                 |  |  |  |  |  |  |  |  |  |  |  |  |  |  |  |
|  |                                  |  |  |  |  |  |  |  |  |  |  |  |  |  |  |  |
|  |                                  |  |  |  |  |  |  |  |  |  |  |  |  |  |  |  |